# Kỳ quan thứ tám của thế giới
Kỳ quan thứ tám của thế giới là một thuật ngữ đôi khi được sử dụng để nói về những thứ có thể so sánh với Bảy kỳ quan của thế giới cổ đại về mức độ ảnh hưởng của nó.
Không có sự đồng thuận về kỳ quan thế giới được xếp hạng 8 này, Một số đề nghị điển hình thường được nhắc đến là

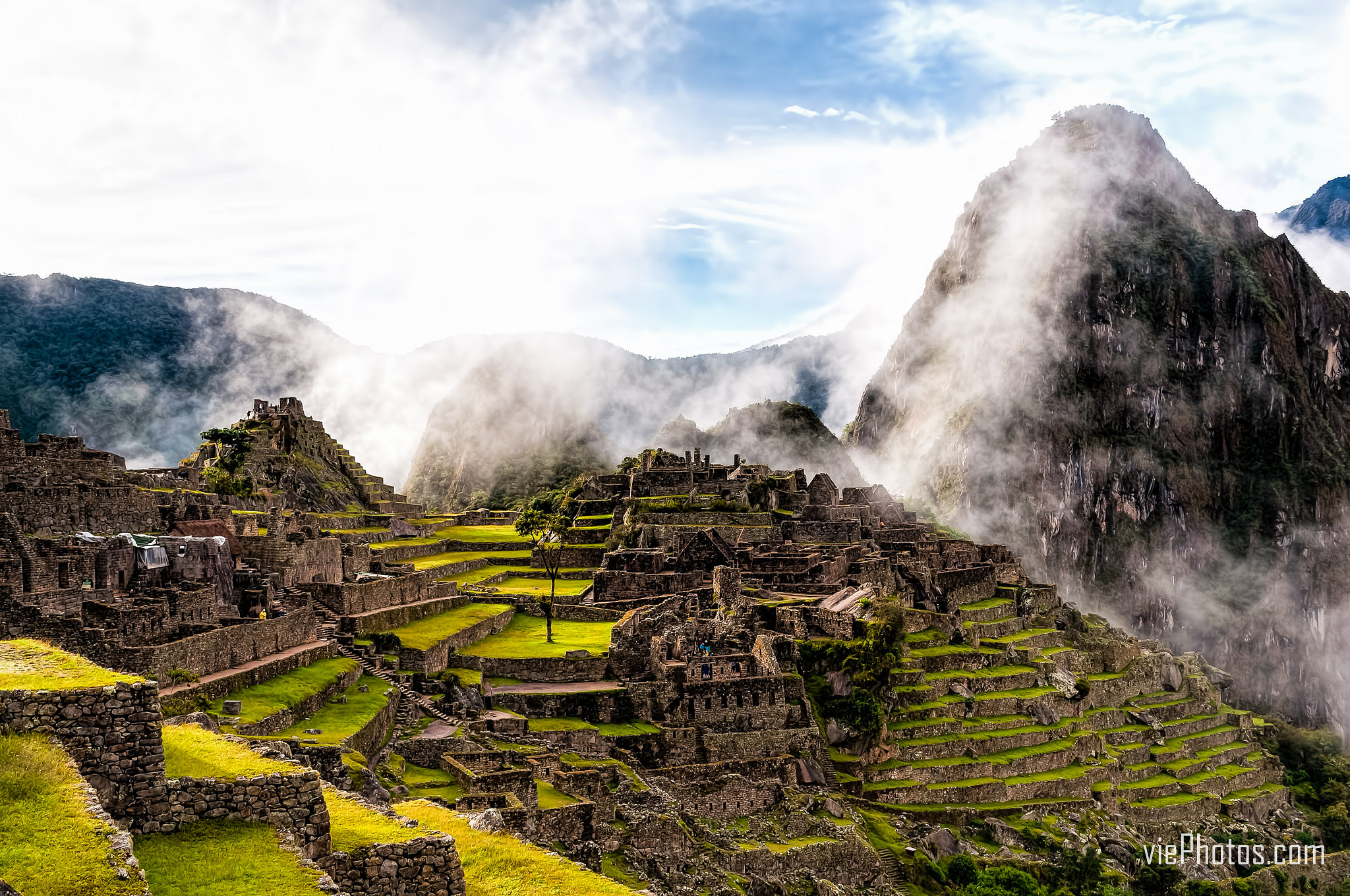
Machu Picchu tại Peru
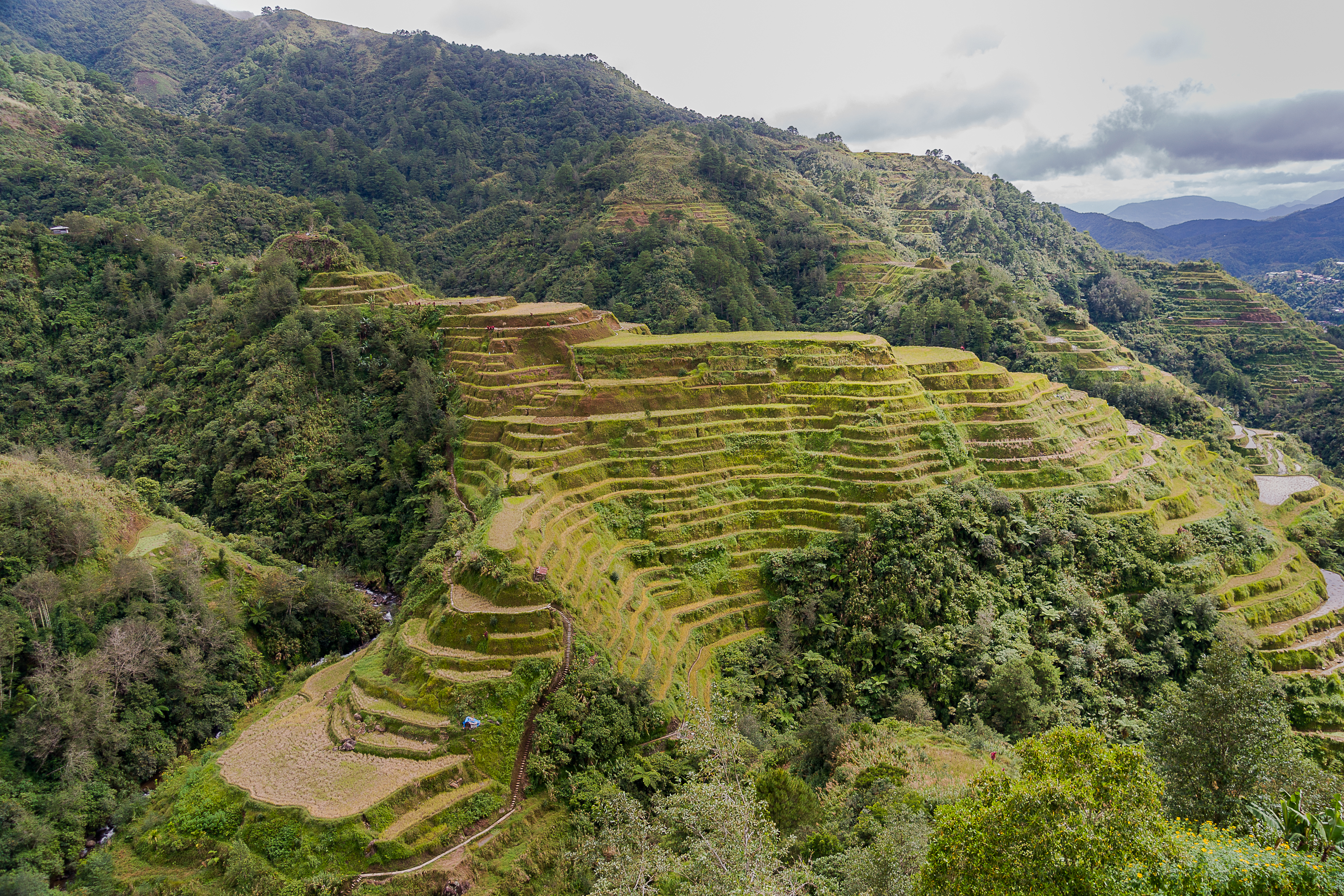
Ruộng bậc thang Banaue tại Philippines
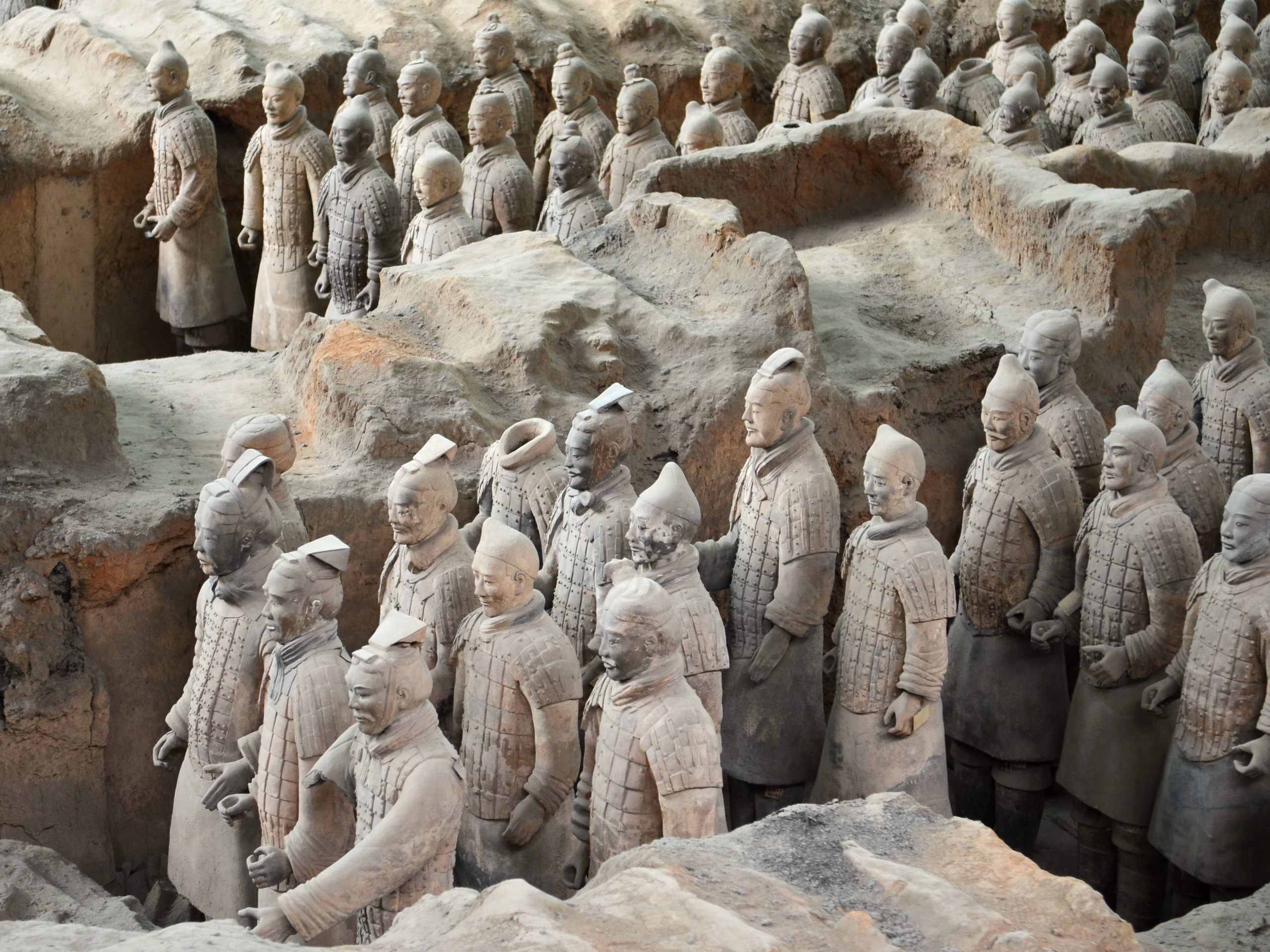
Đội quân đất nung của Trung Quốc
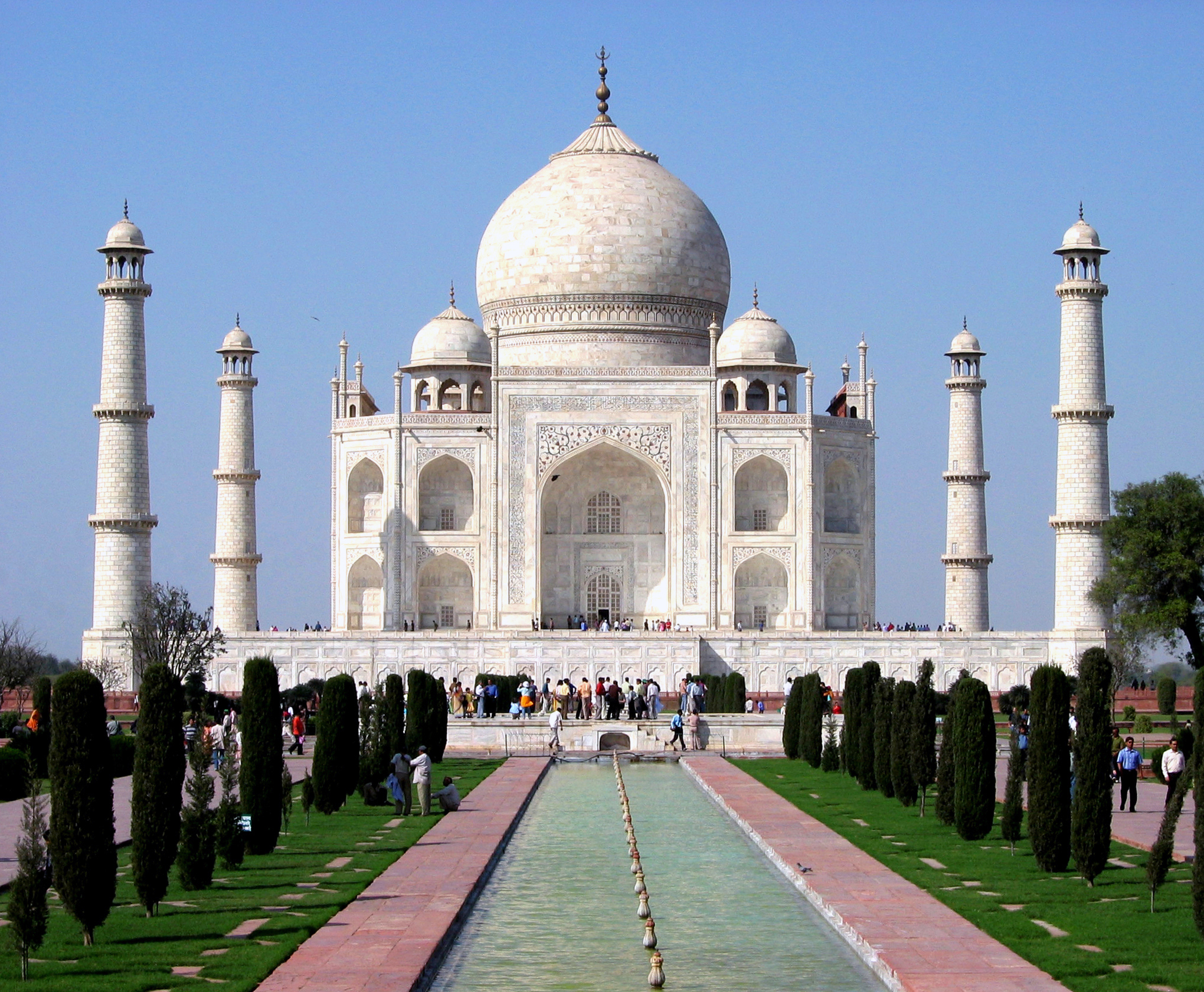
Taj Mahal
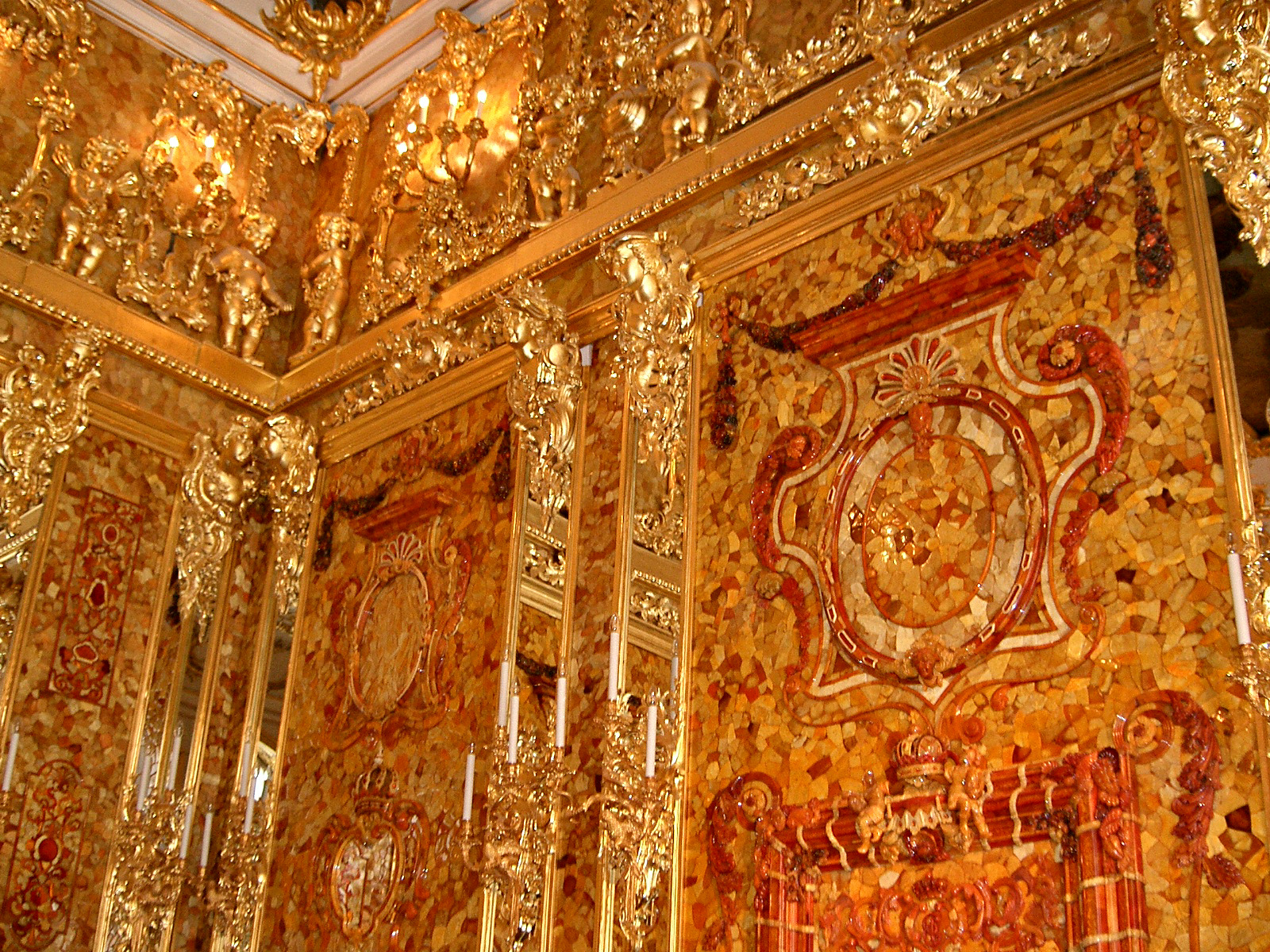
Căn phòng hổ phách ở Sankt-Peterburg, Nga
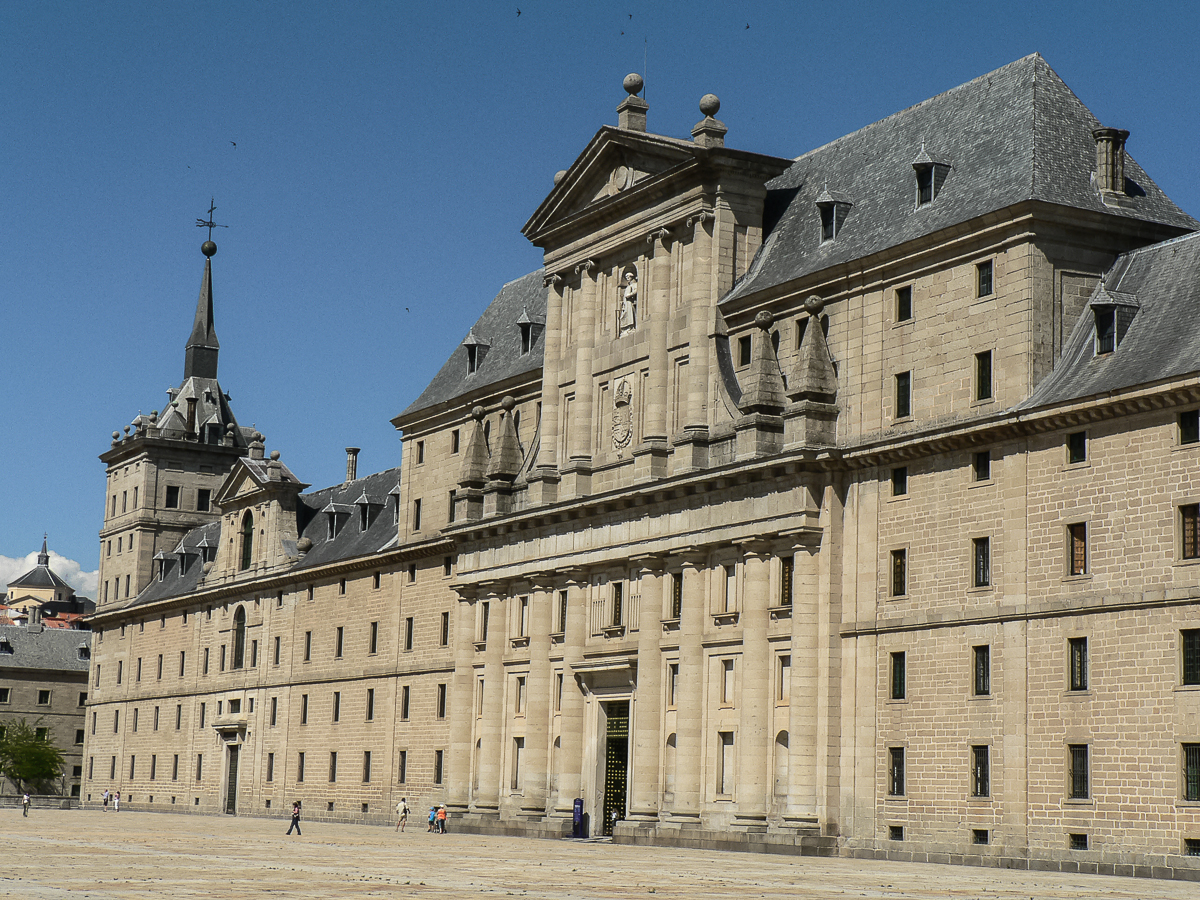
Tu viện El Escorial (Monasterio de El Escorial) tại Madrid, Tây Ban Nha
Bảo tàng Hagia Sophia, thuộc Chính thống giáo Đông Phương tại Constantinople
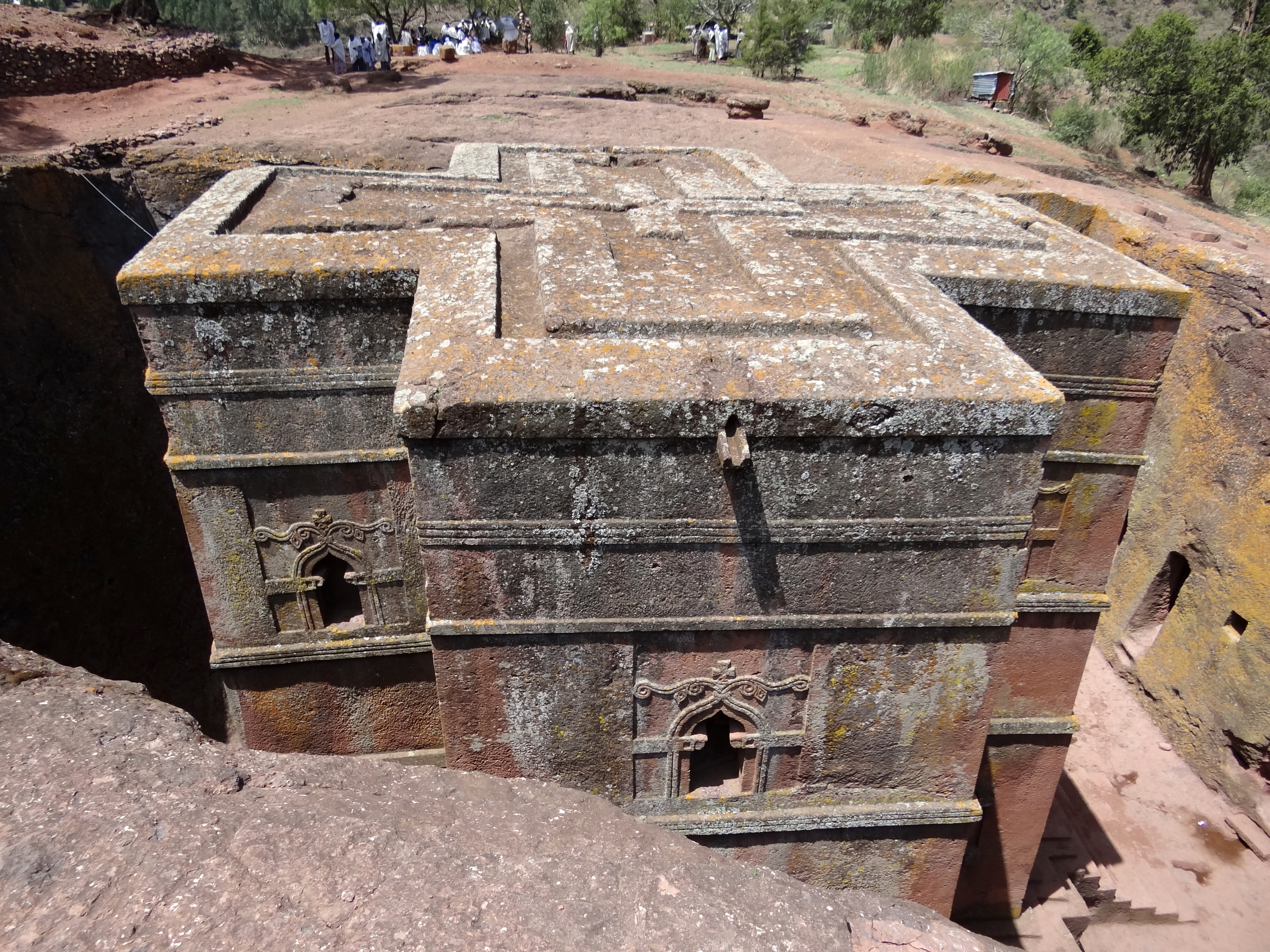
Nhà thờ bằng đá ở Lalibela, Ethiopia
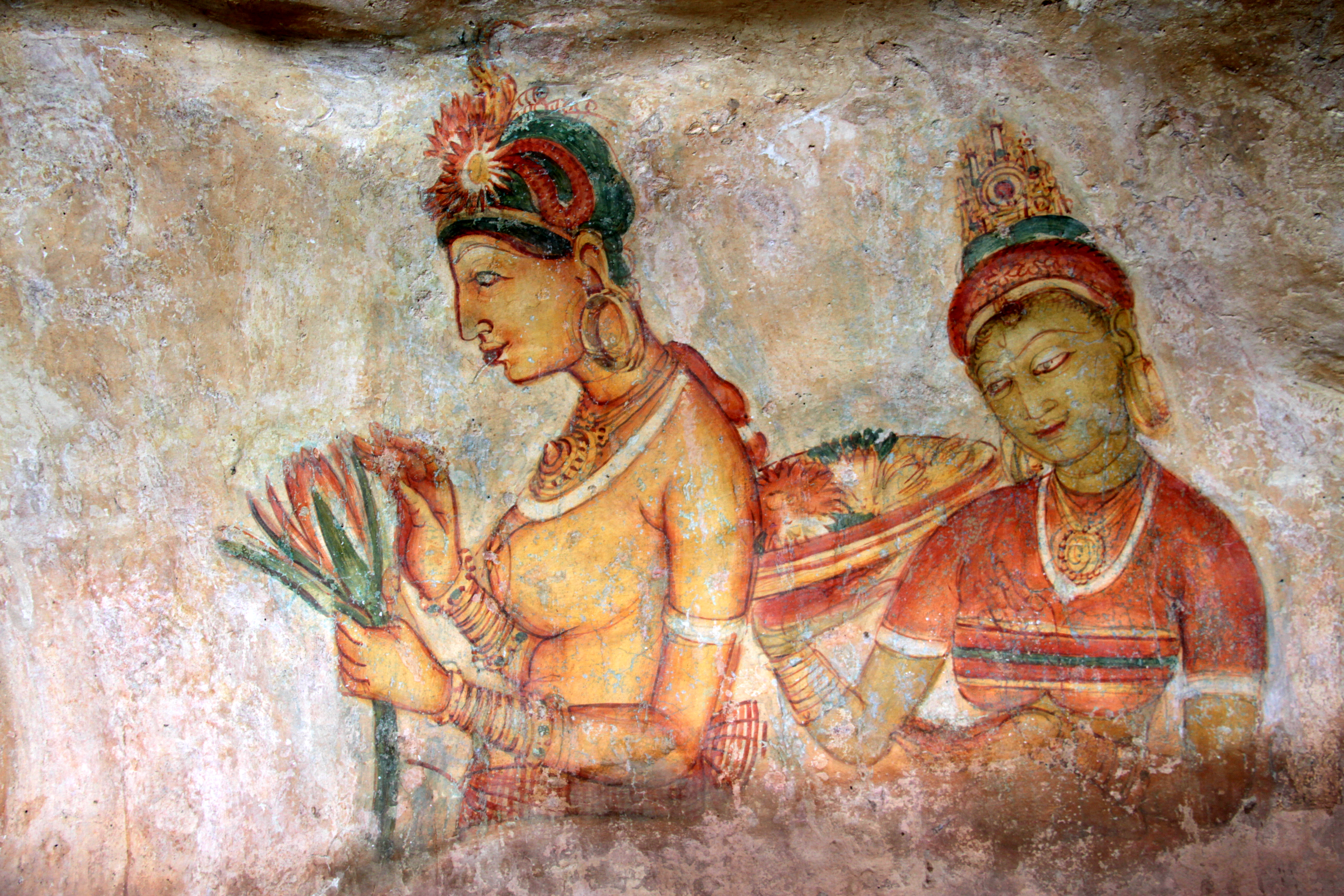
Di tích khảo cổ Sigiriya tại Sri Lanka
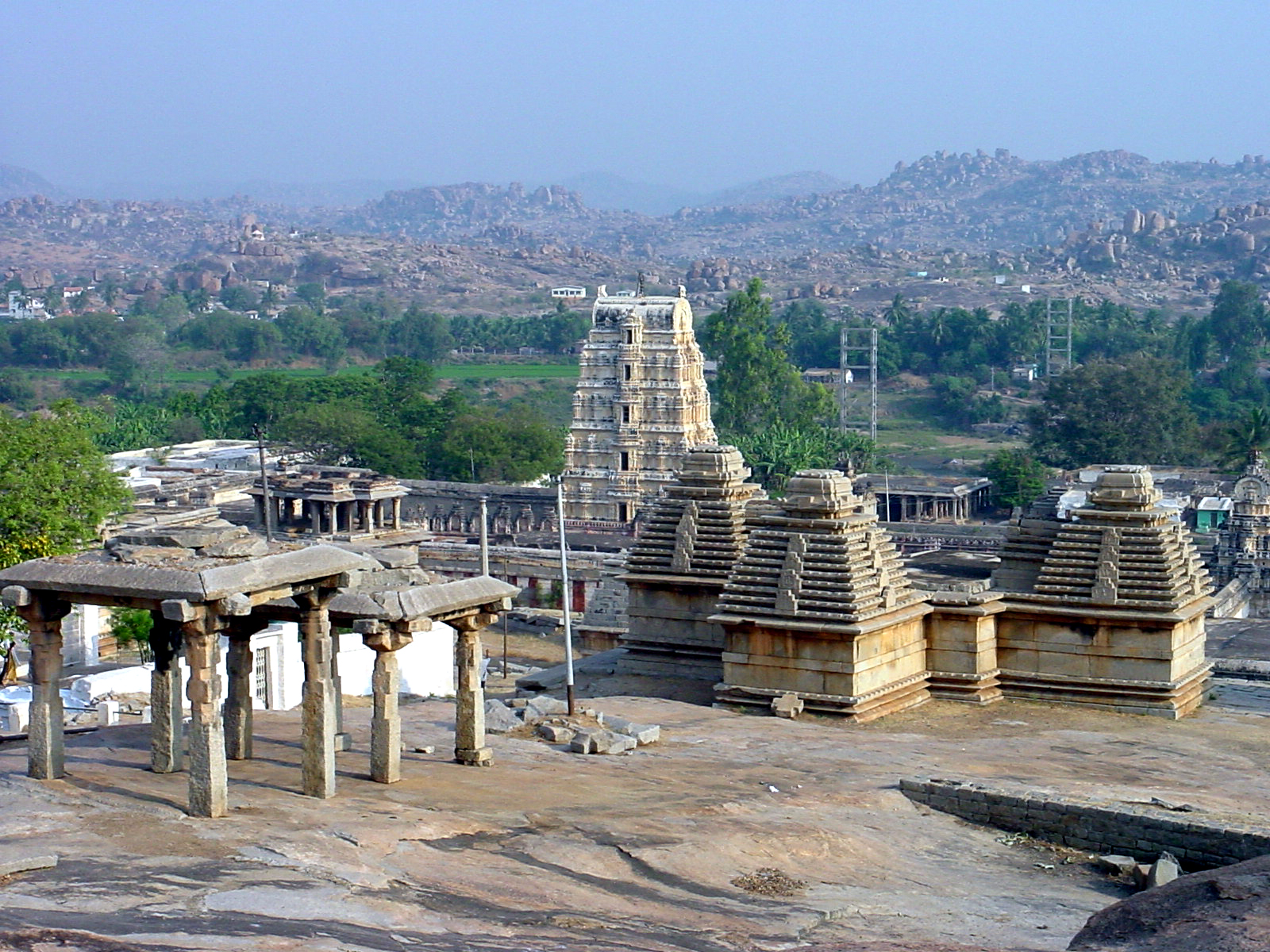
Hampi tại Ấn Độ
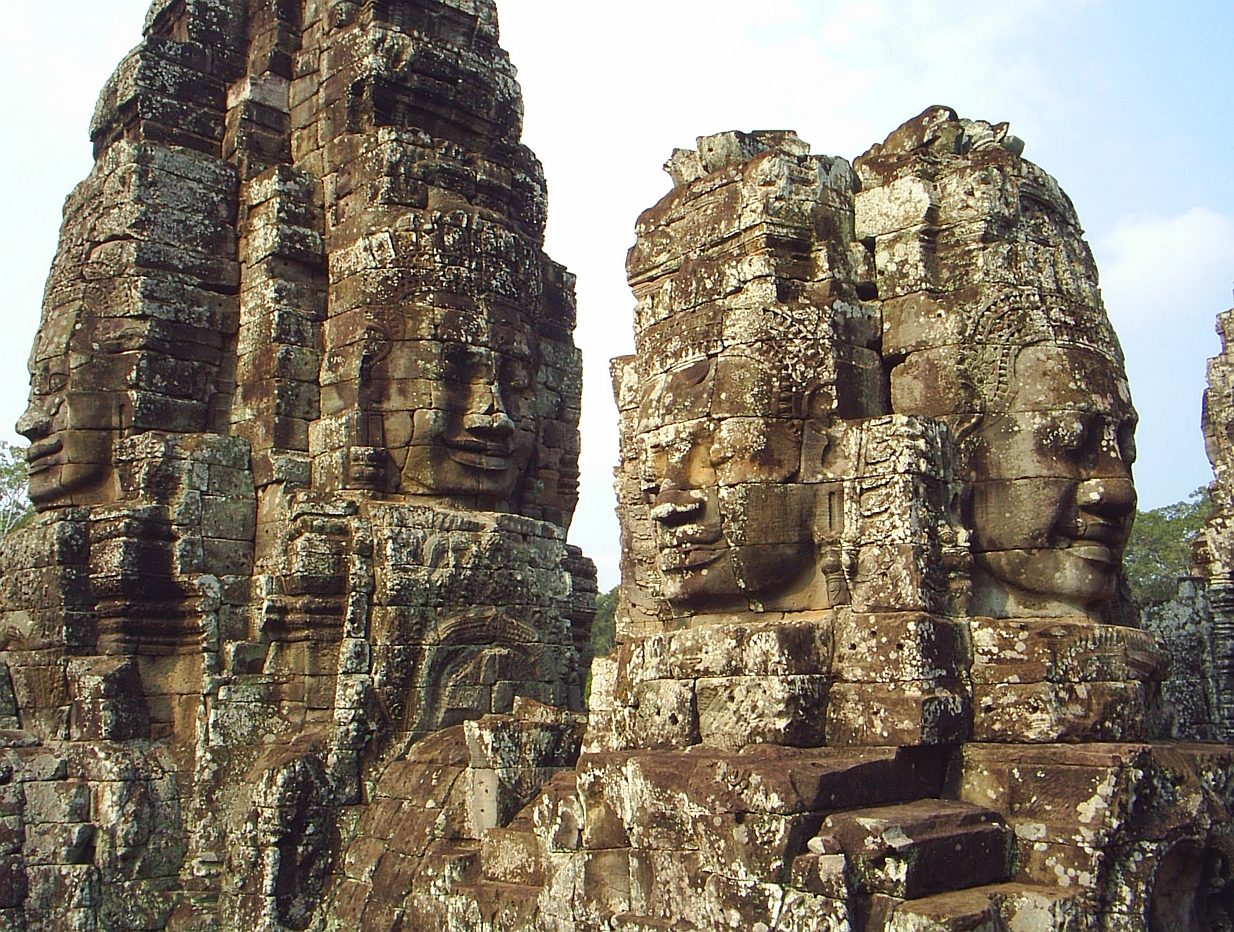
Angkor tại Campuchia
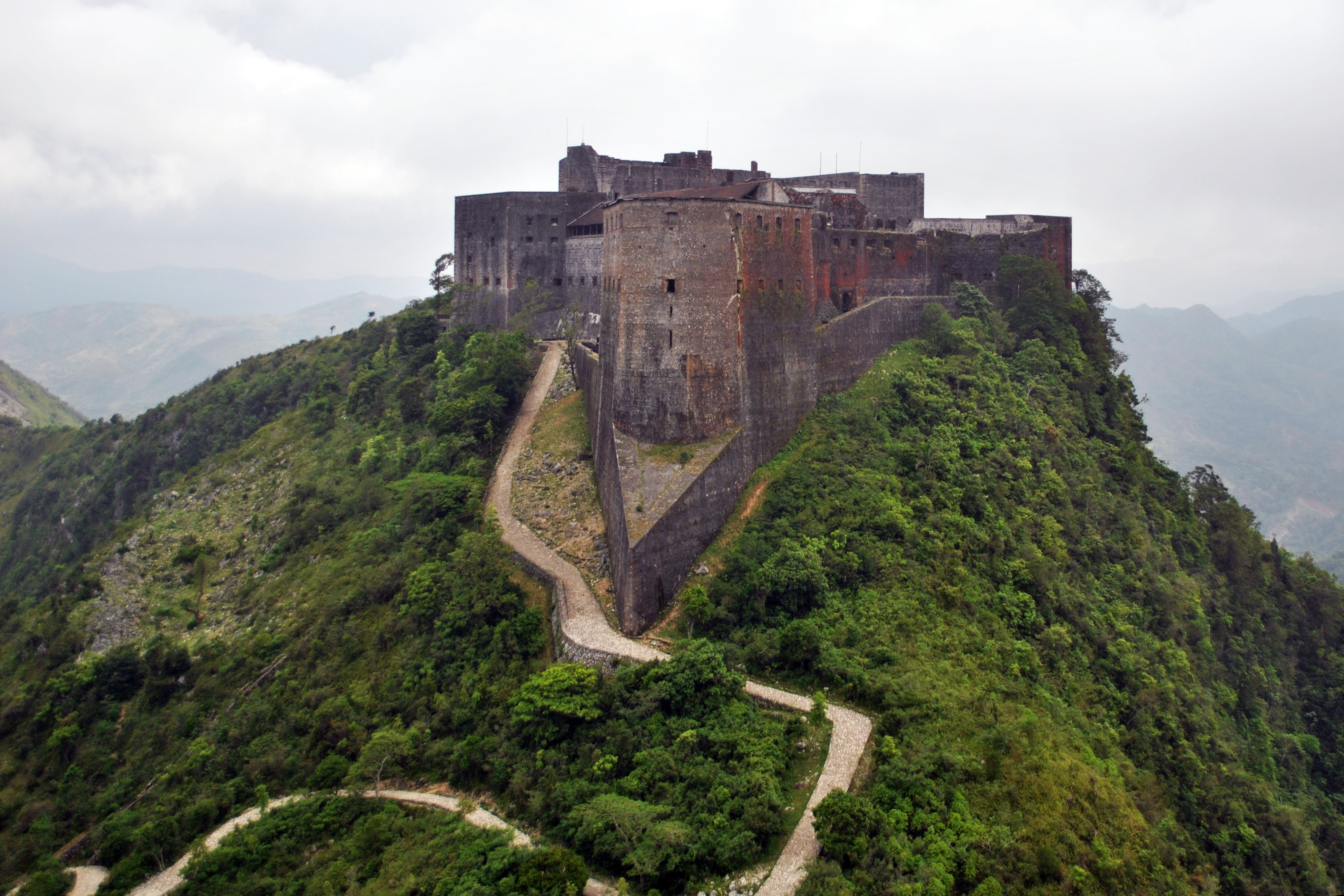
Citadelle Laferrière, Haiti
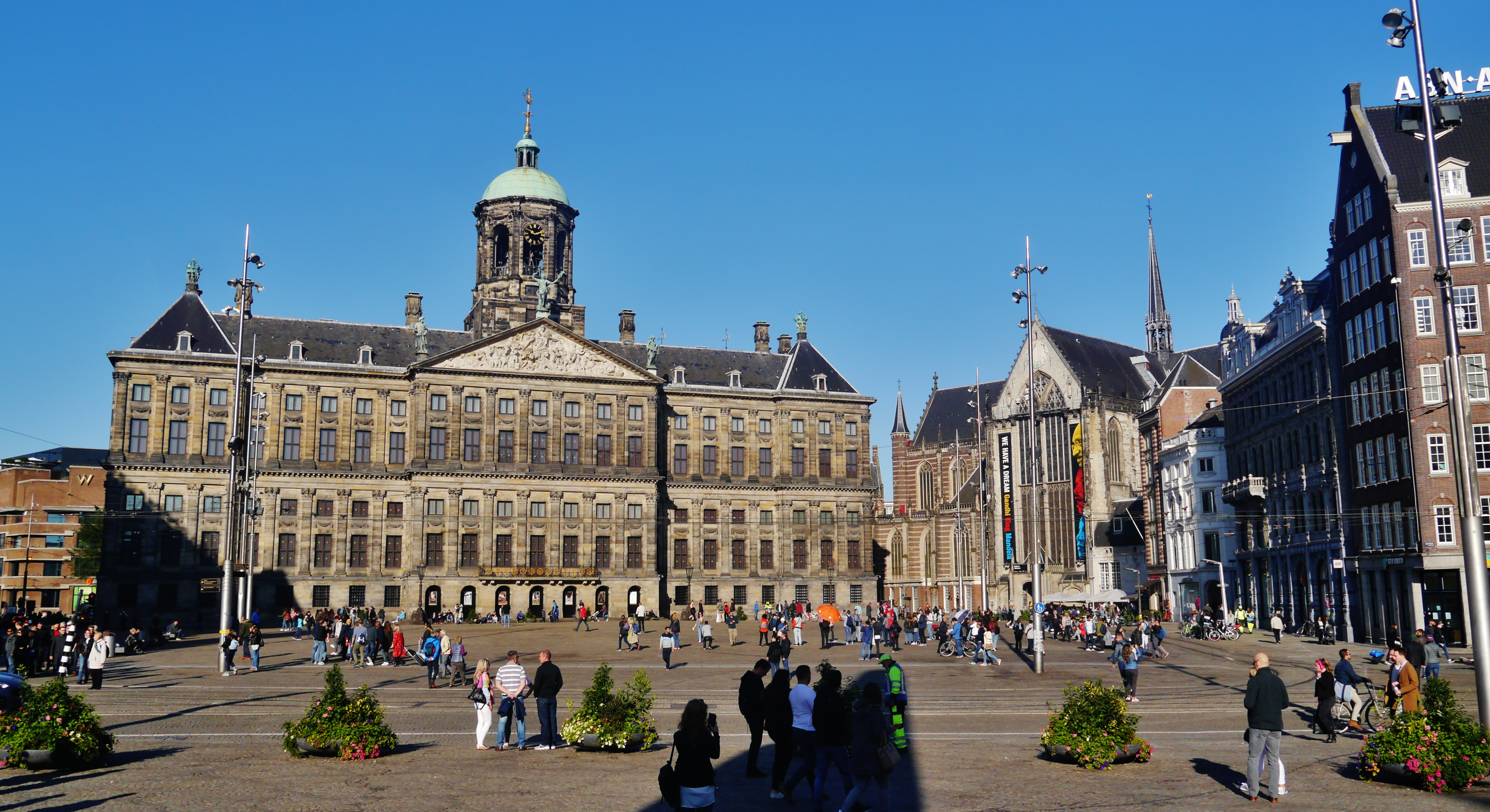
Cung điện Hoàng gia (Amsterdam) ở Hà Lan
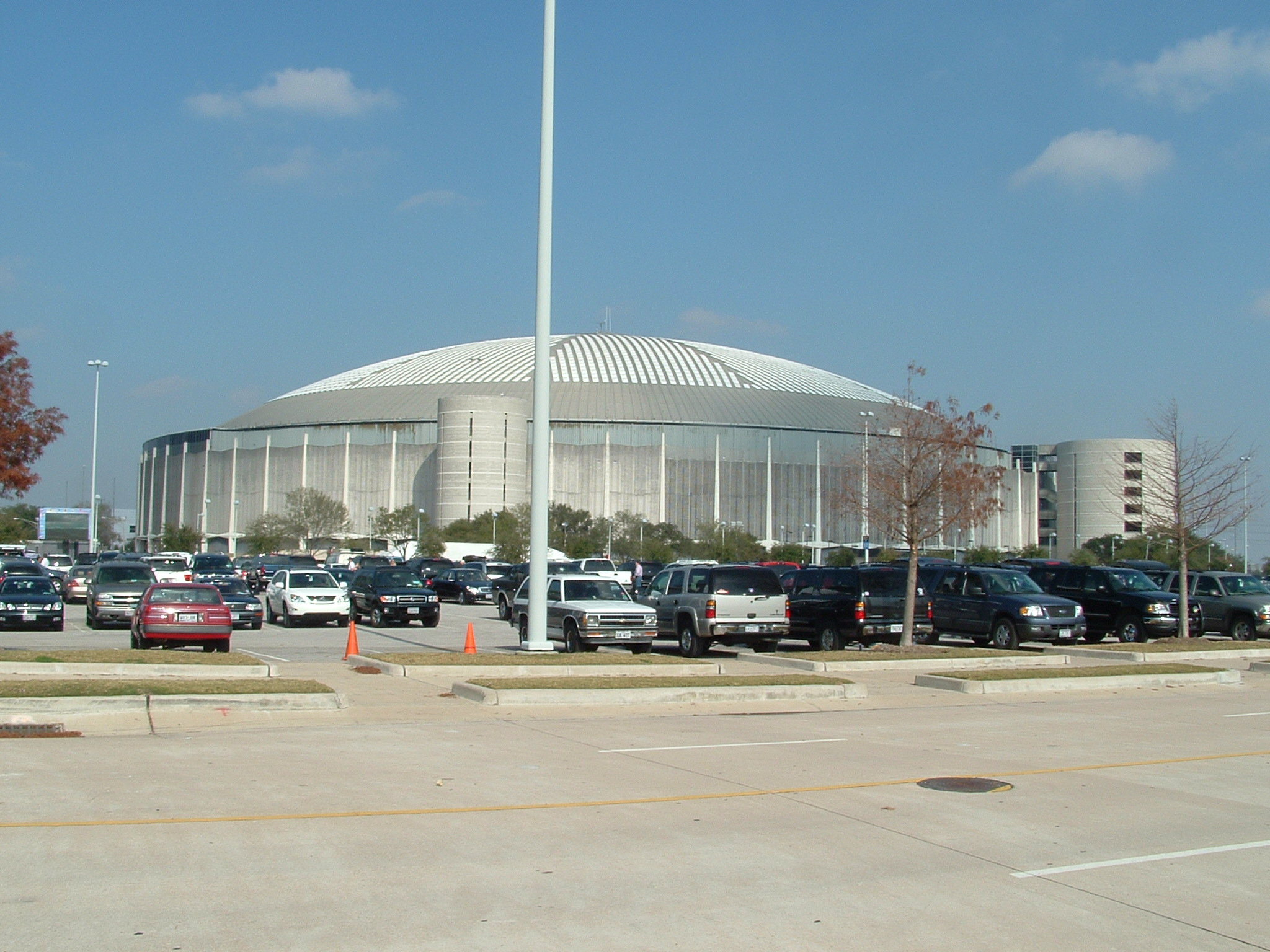
Houston Astrodome ở Texas, Hoa Kỳ
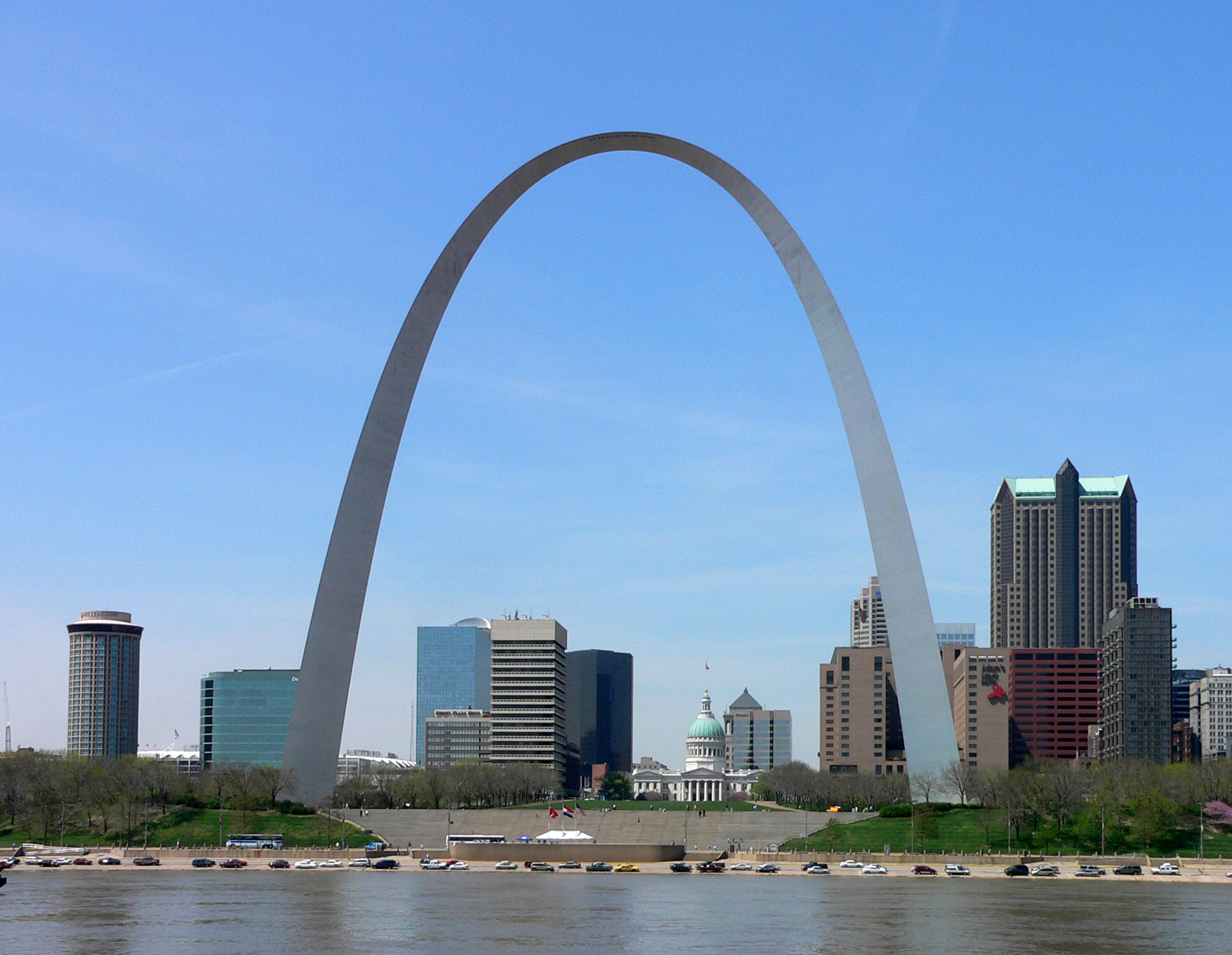
Gateway Arch ở Missouri, Hoa Kỳ
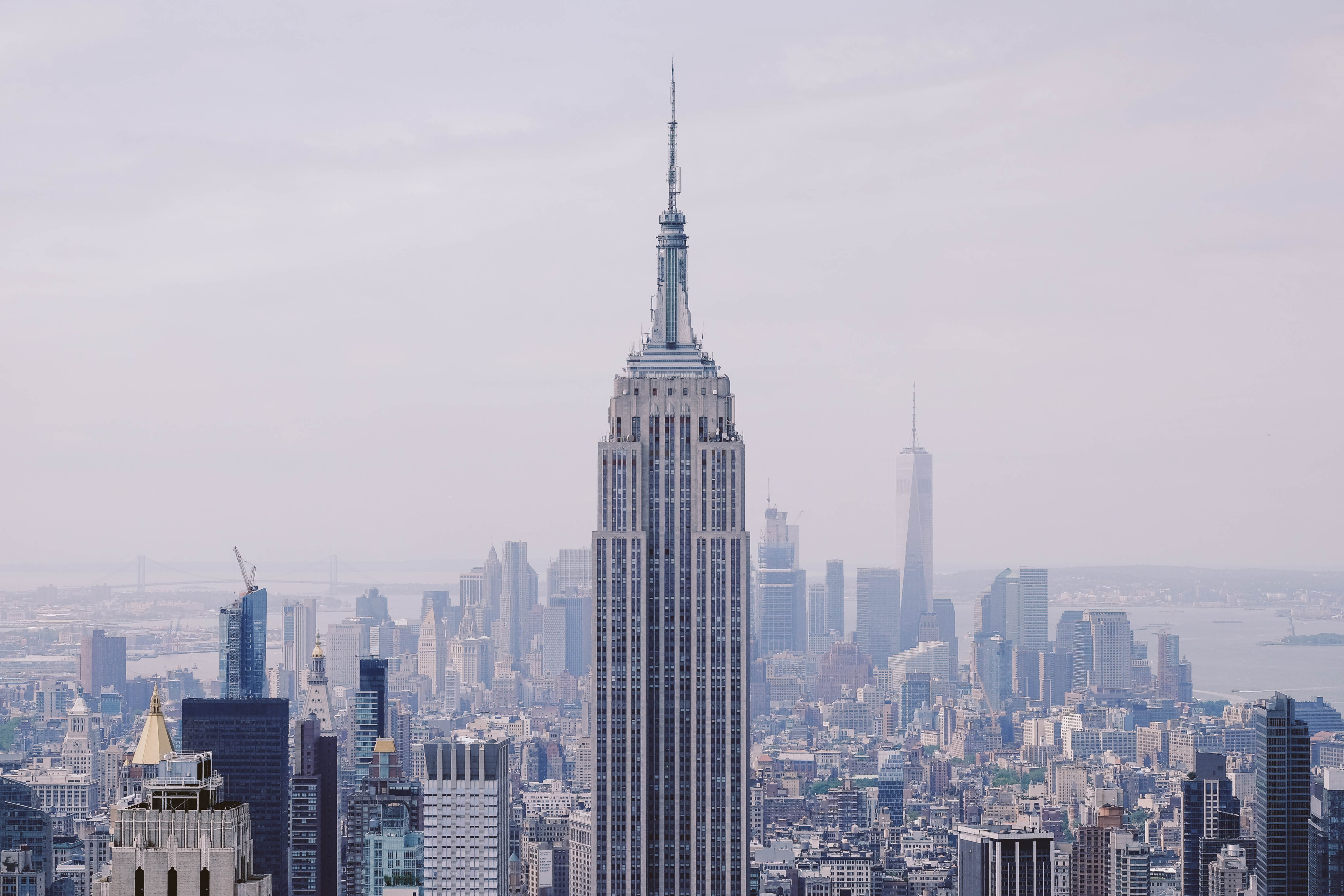
Empire State Building tại Thành phố New York, Hoa Kỳ
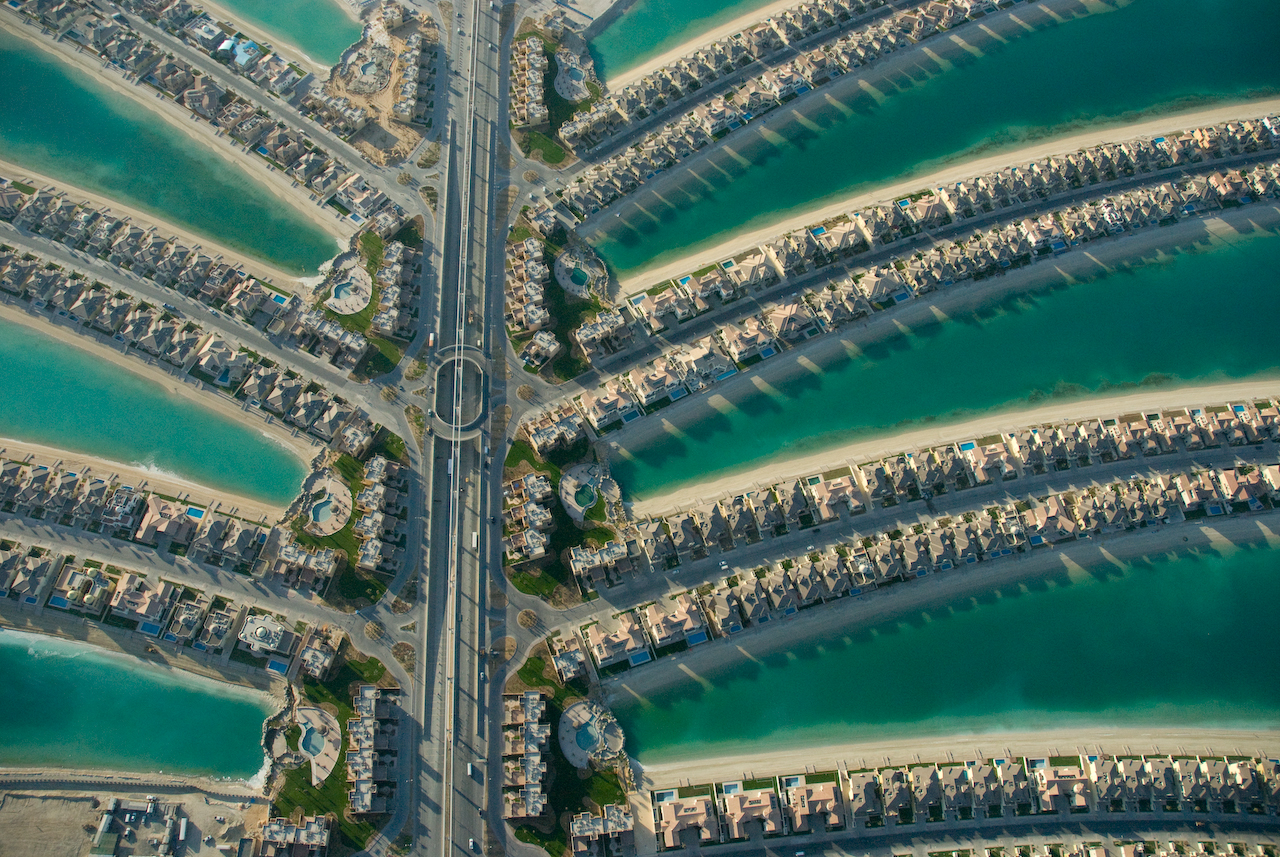
Quần đảo Cây Cọ tại Dubai, Các Tiểu Vương quốc Ả Rập Thống nhất
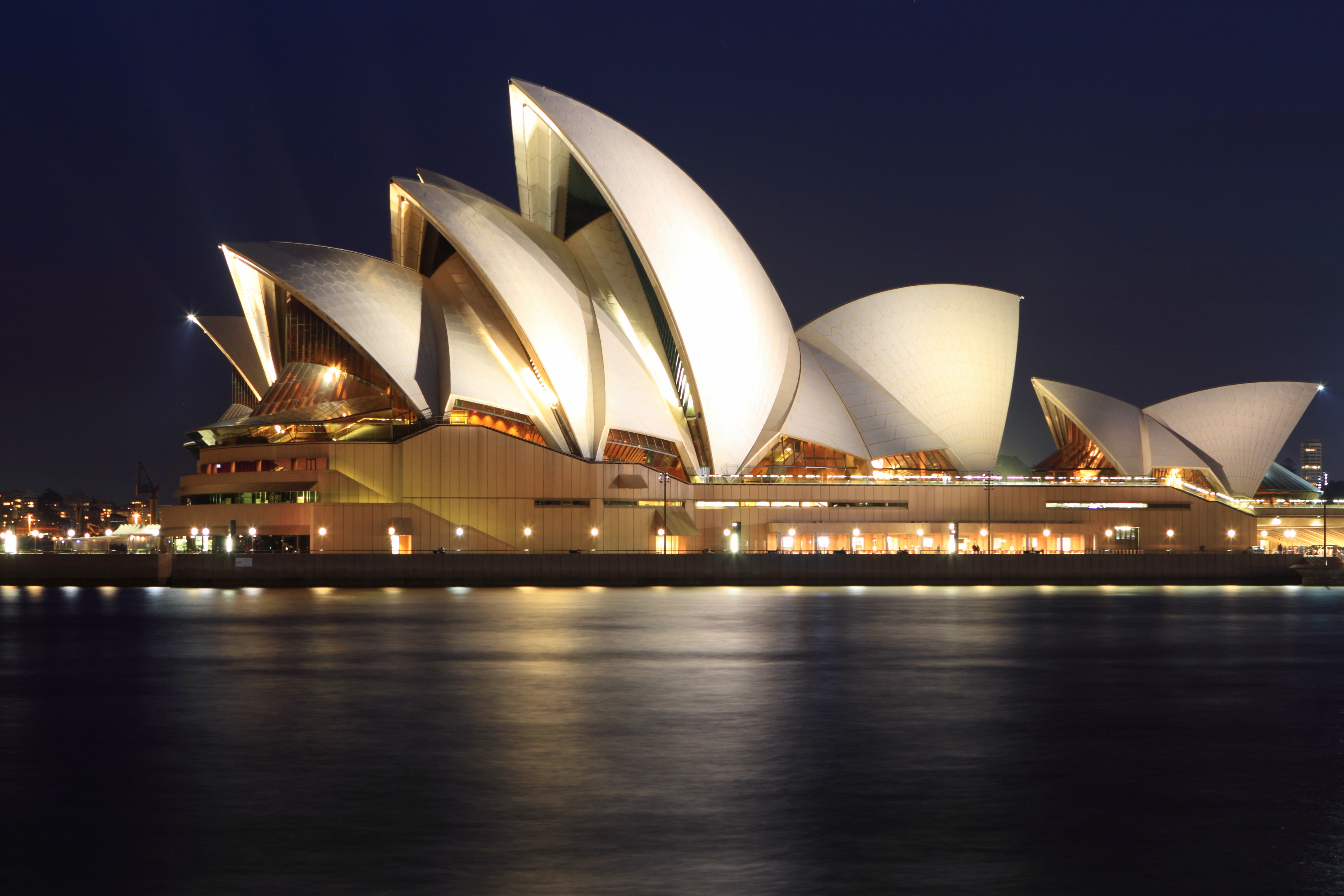
Nhà hát opera Sydney tại Sydney, Úc
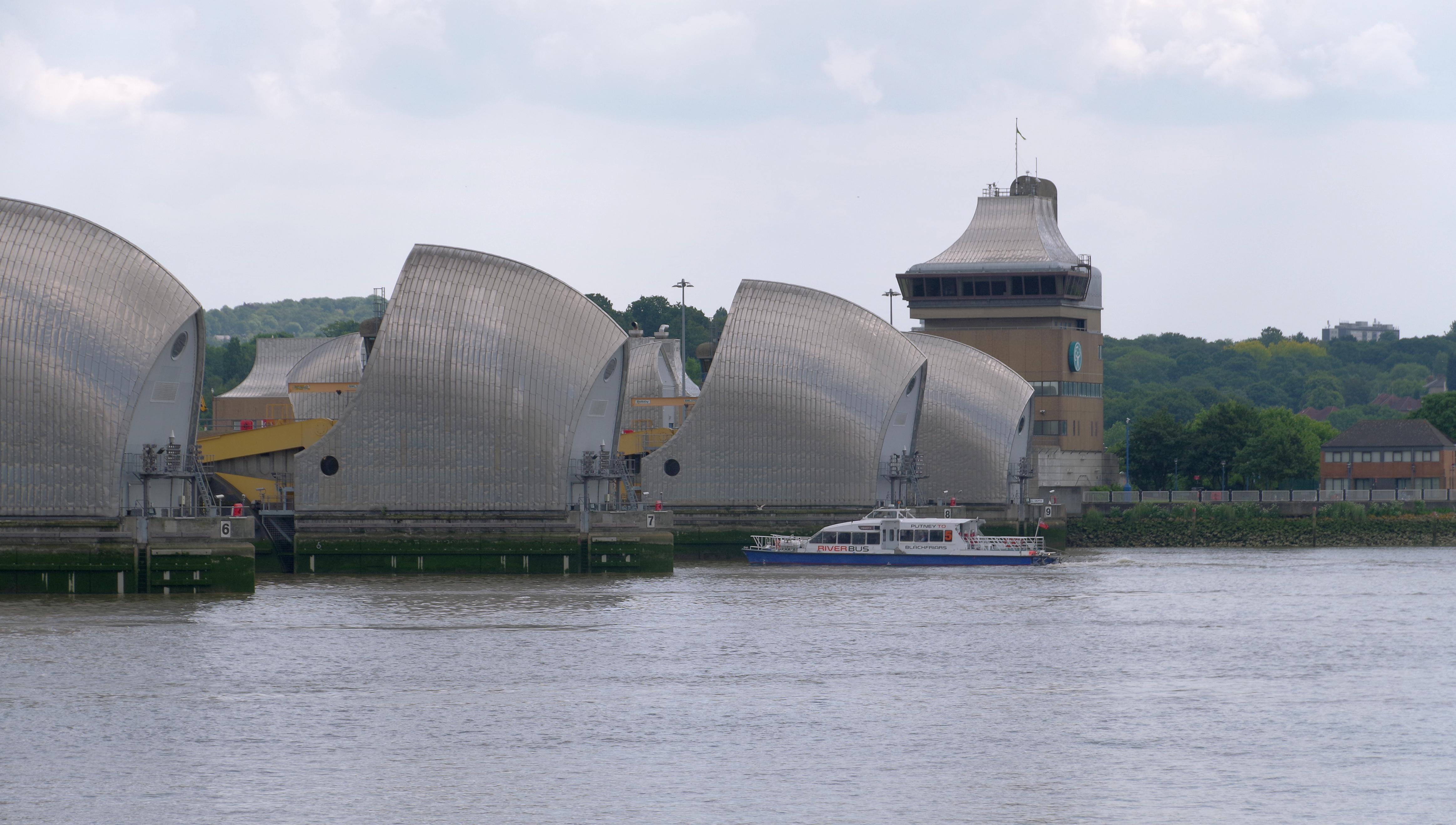
Đập sông Thames tại Luân Đôn, Anh
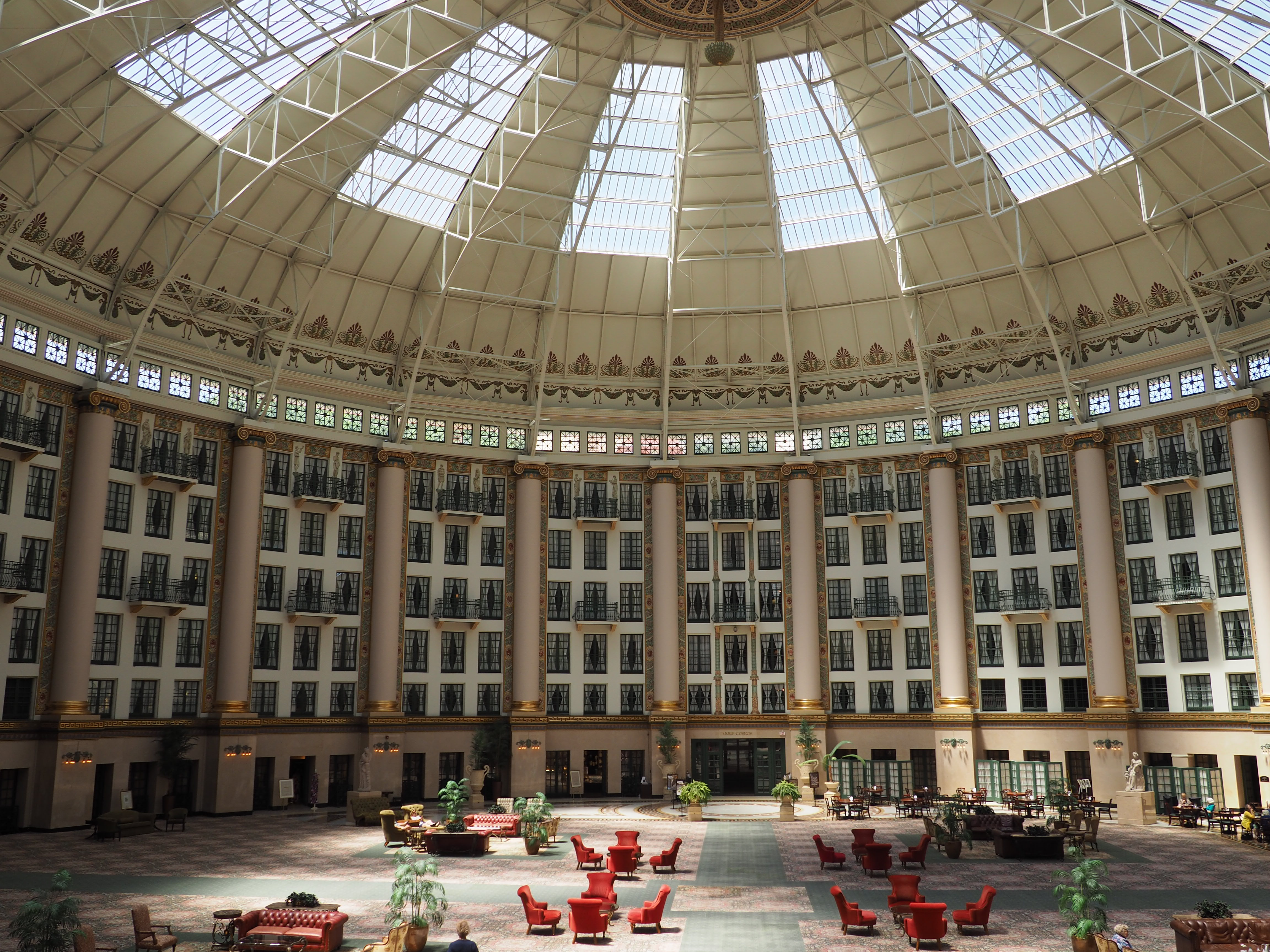
Khách sạn West Baden Springs ở Indiana, Hoa Kỳ
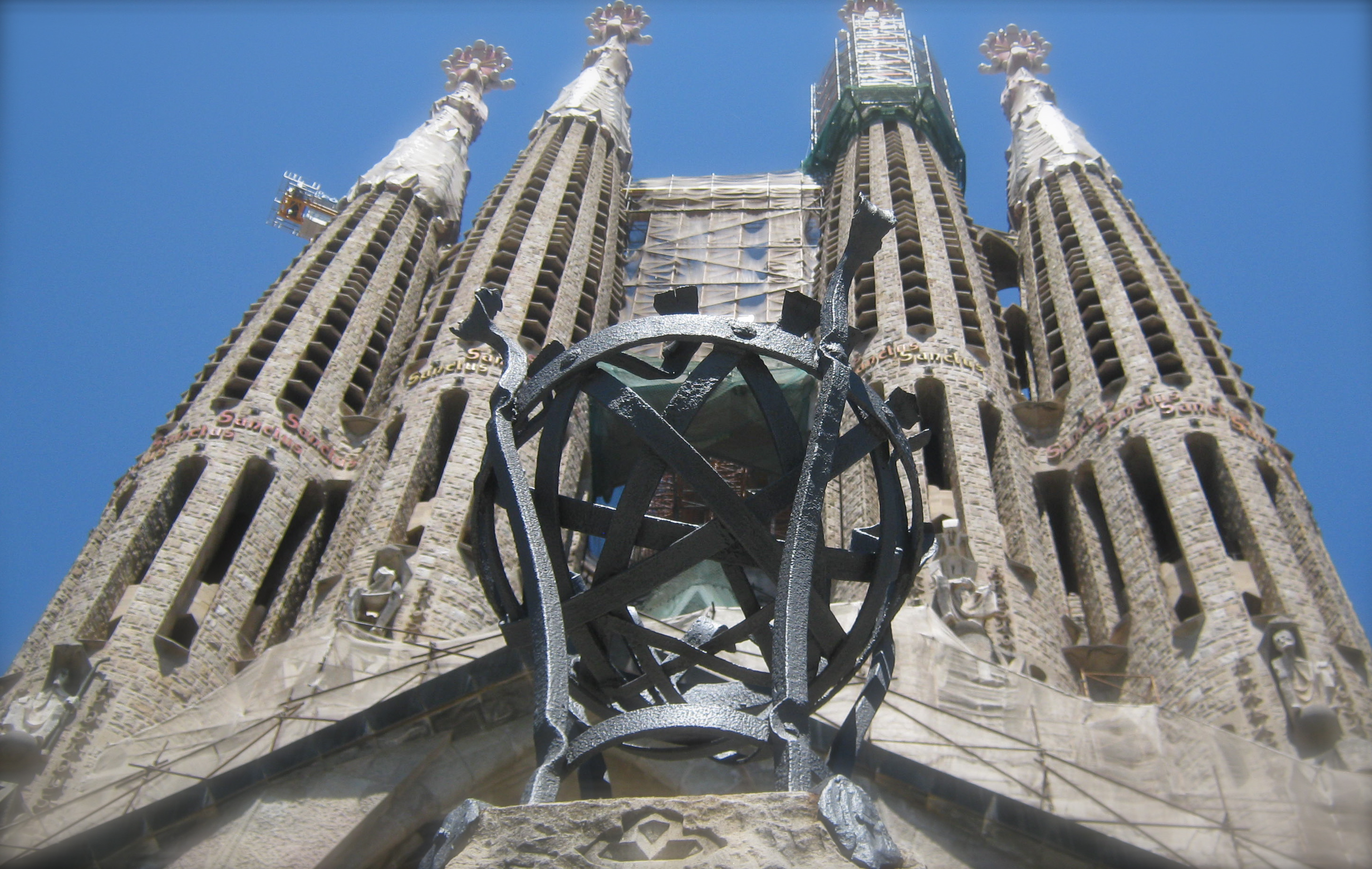
Thánh đường La Sagrada Familia tại Barcelona, Tây Ban Nha
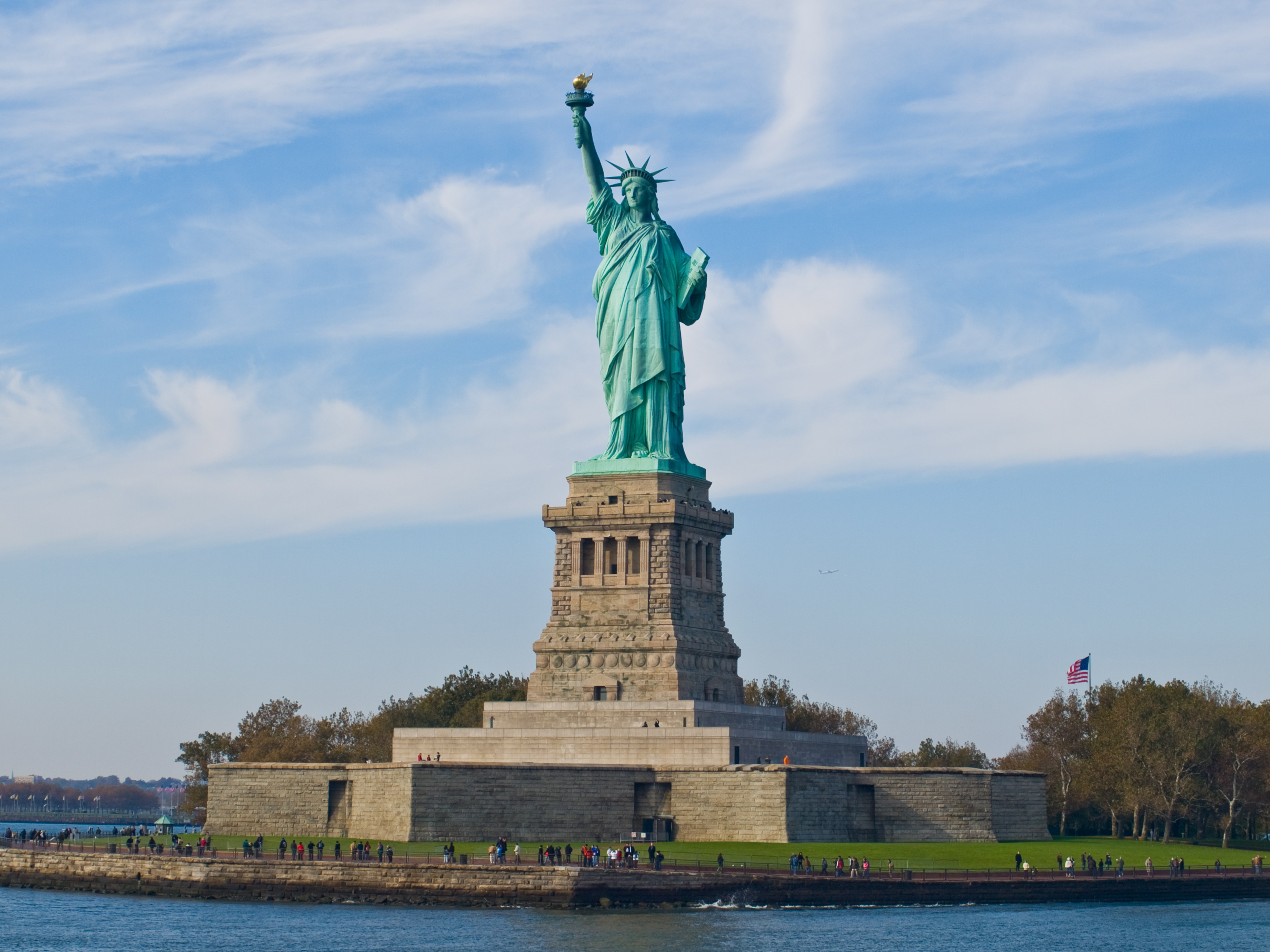
Tượng Nữ thần Tự do tại Đảo Liberty, Hoa Kỳ
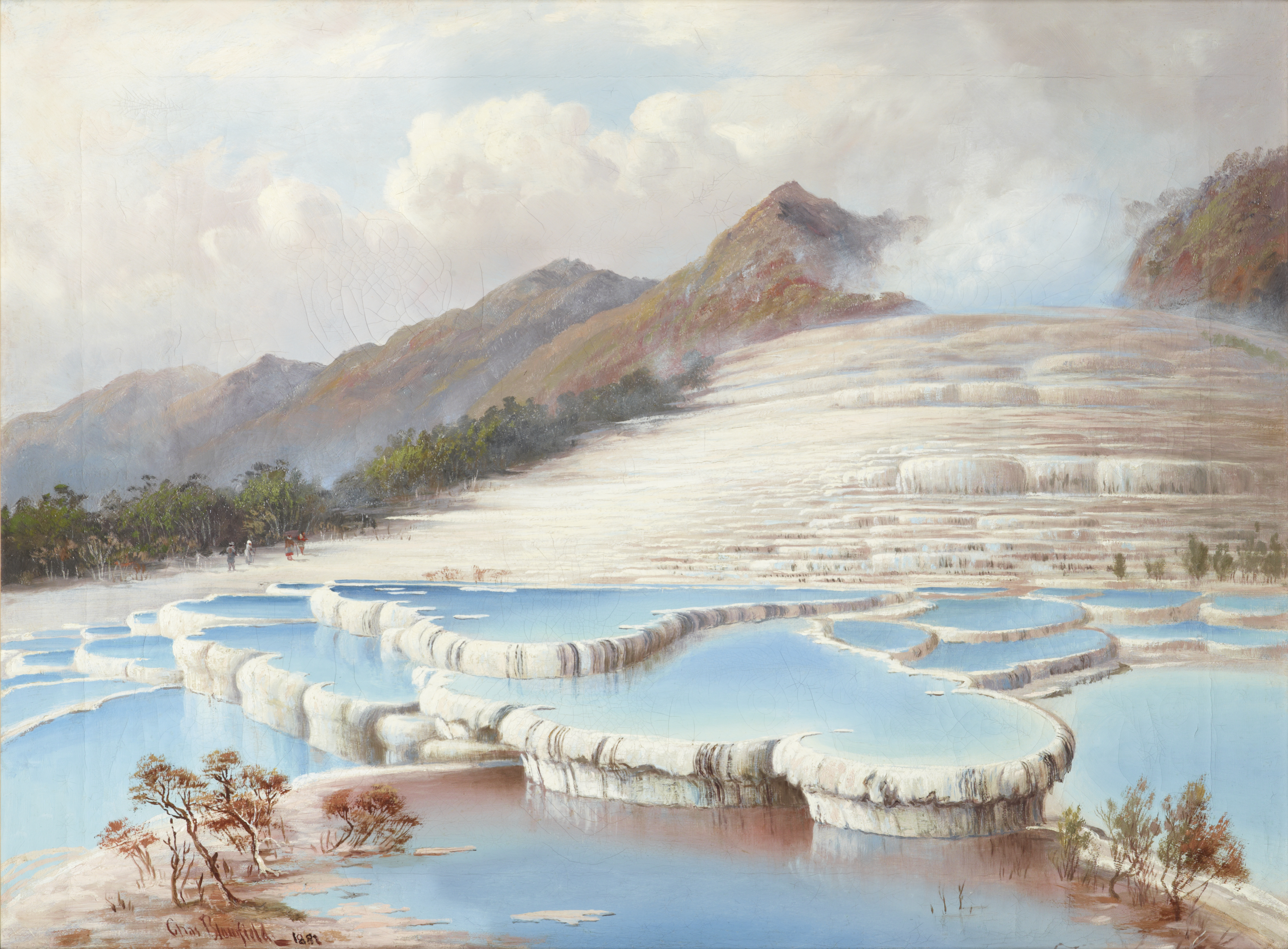
Ruộng bậc thang màu hồng và Ruộng bậc thang màu trắng ở New Zealand
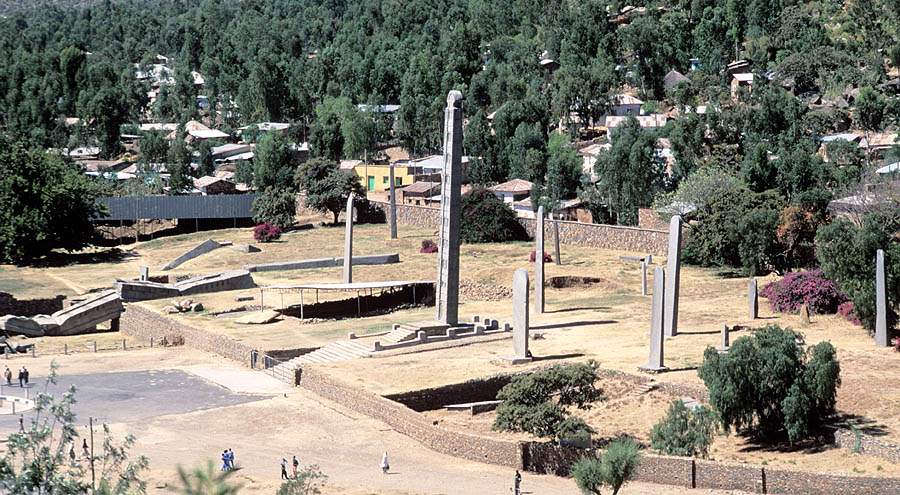
Quần thể các bia đá tại Aksum, Ethiopia
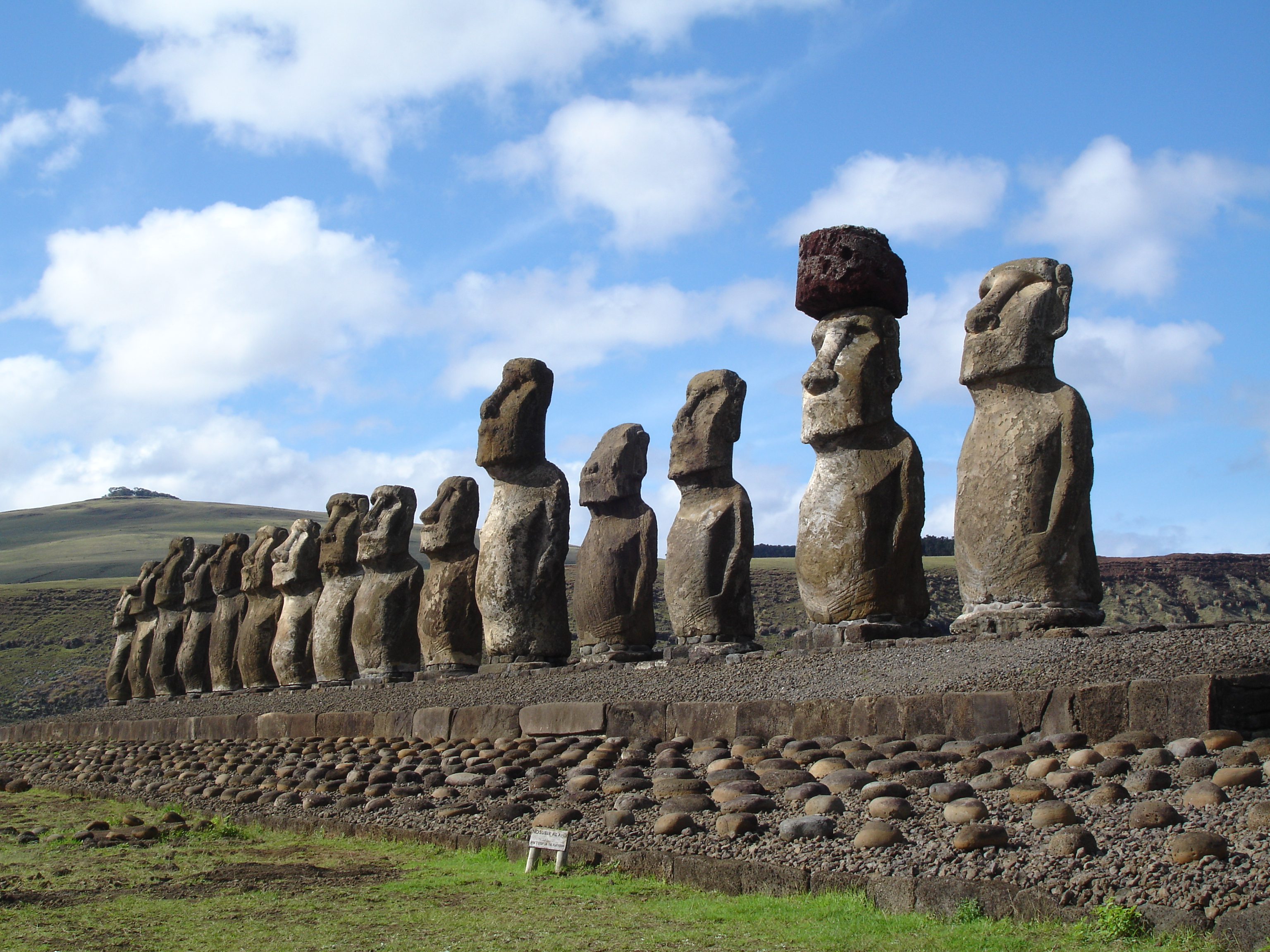
Các tượng Moai tại Đảo Phục Sinh,  Chile
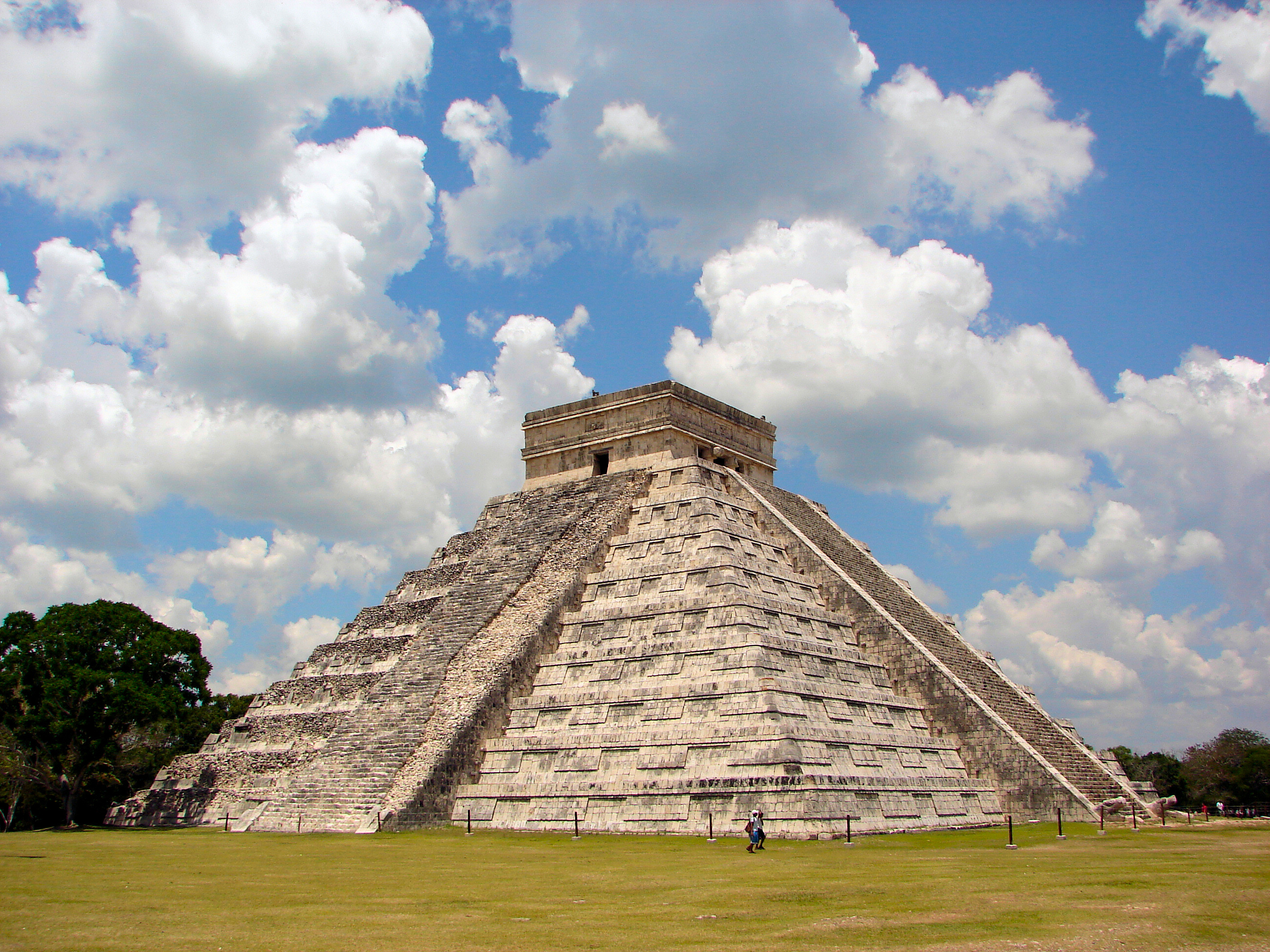
Khu di tích Chichén Itzá tại México
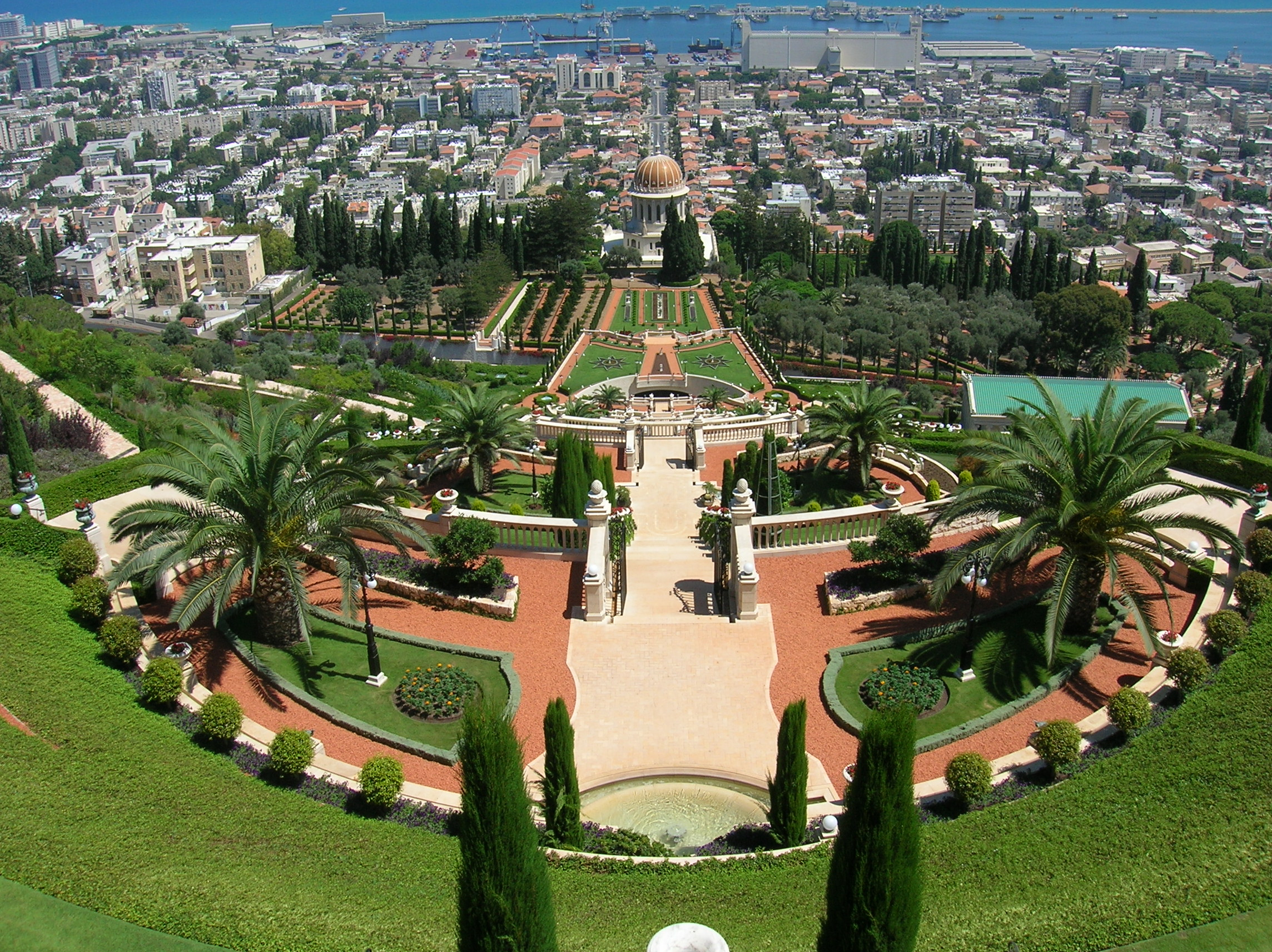
Đền thờ Báb và Vườn bậc thang Bahá'í tại Haifa, Israel
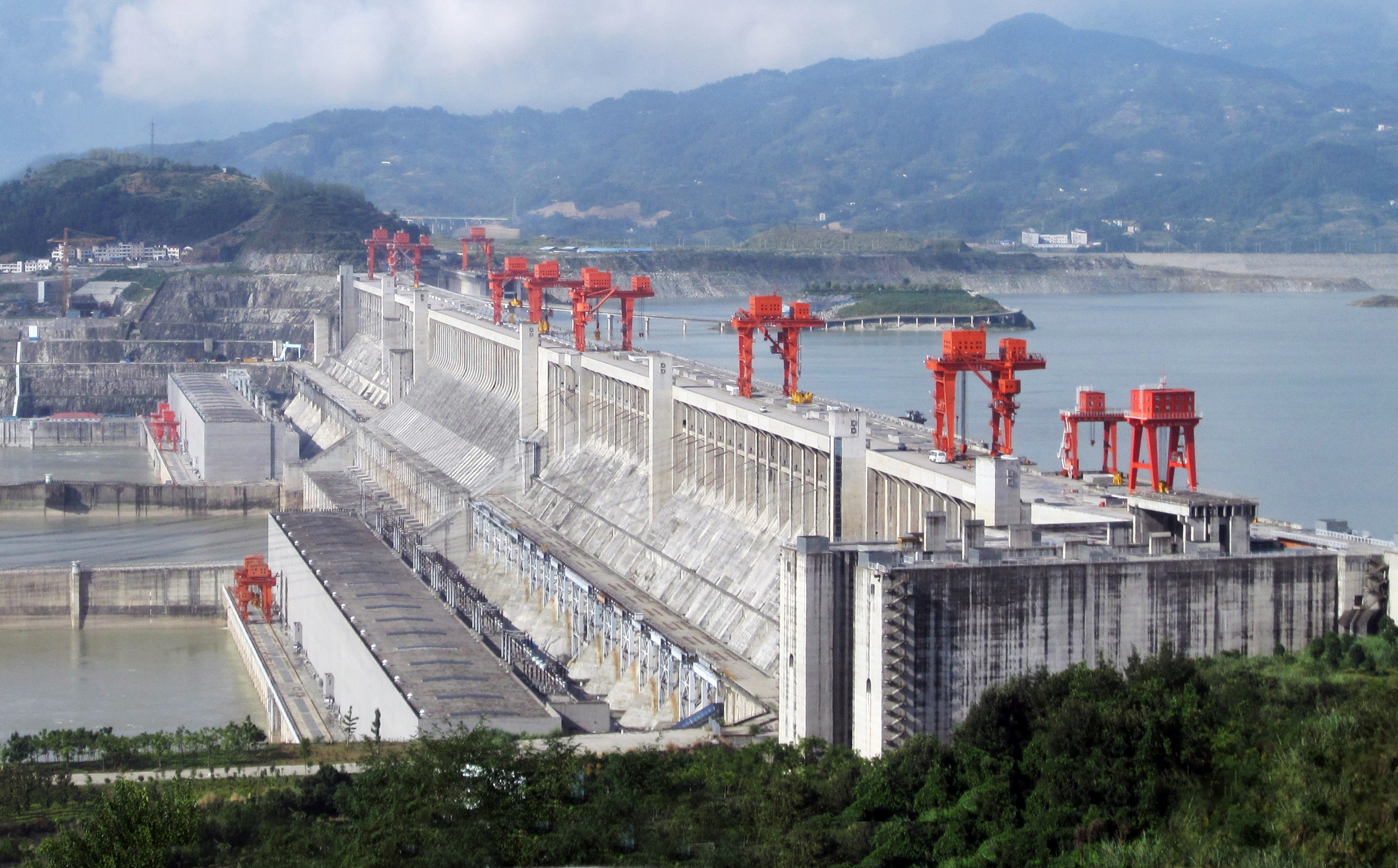
Đập Tam Hiệp tại Tam Đẩu Bình, Nghi Xương, tỉnh Hồ Bắc, Trung Quốc
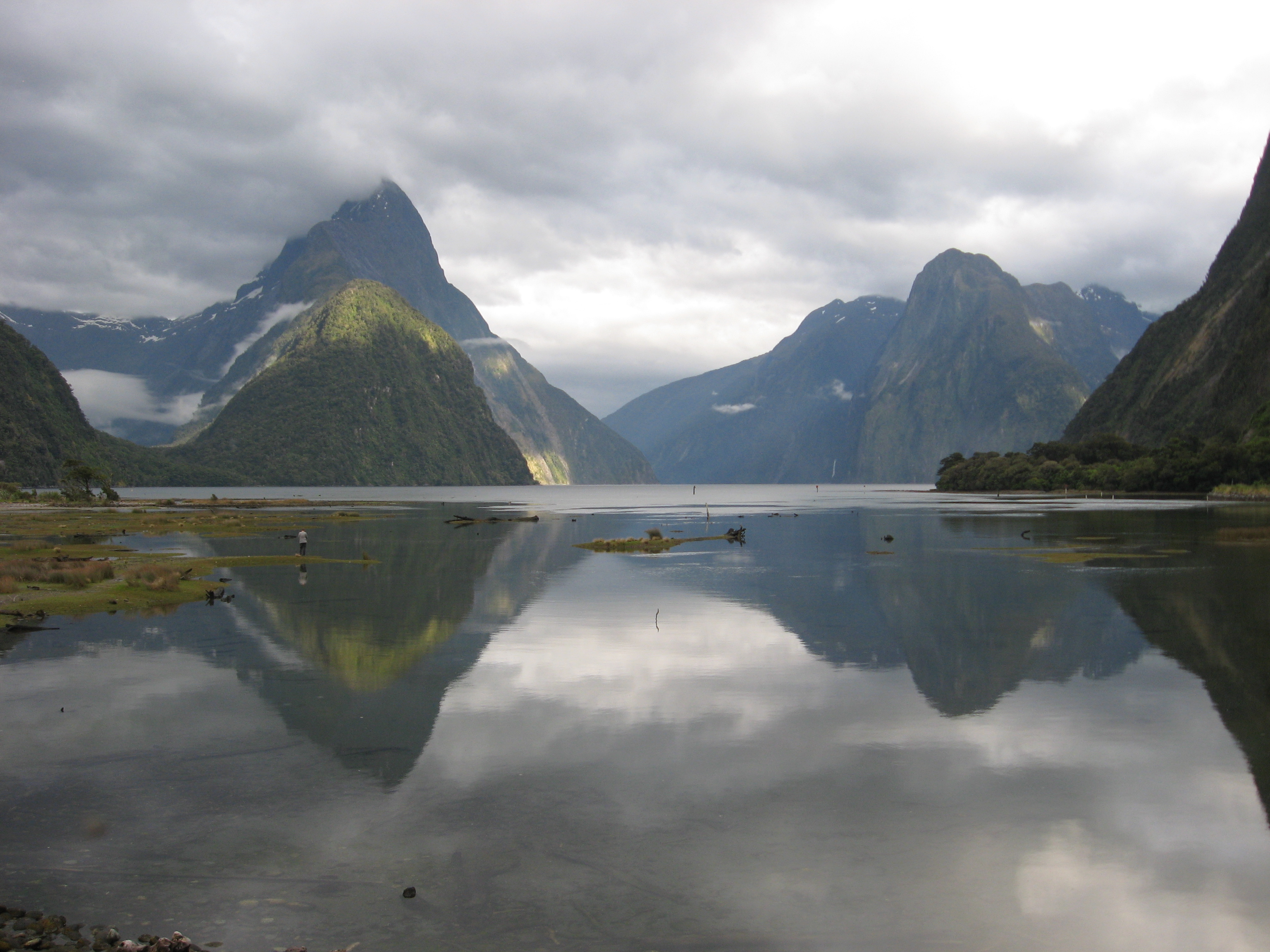
Vịnh hẹp Milford Sound tại New Zealand
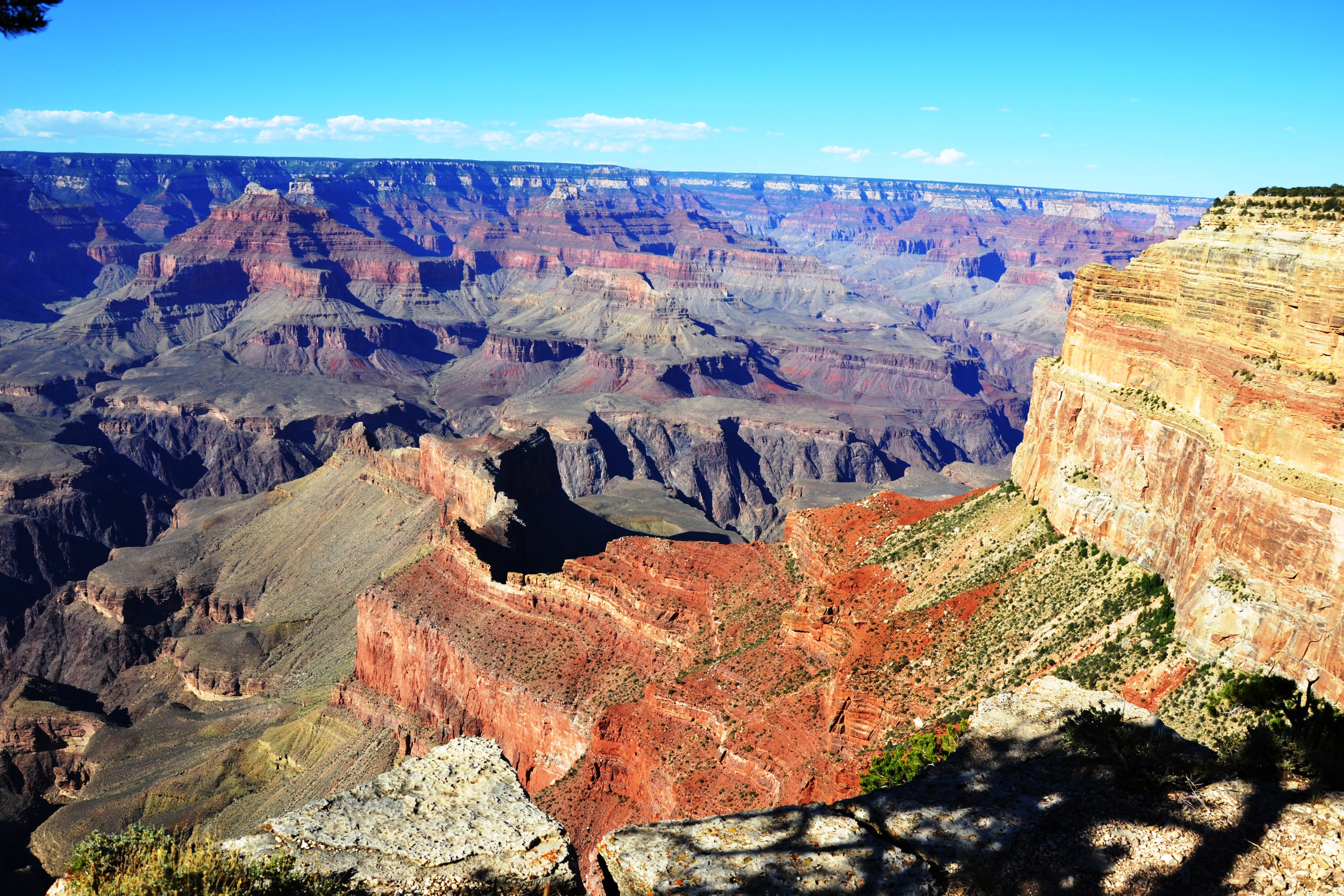
Hẻm núi Grand Canyon tại Hoa Kỳ
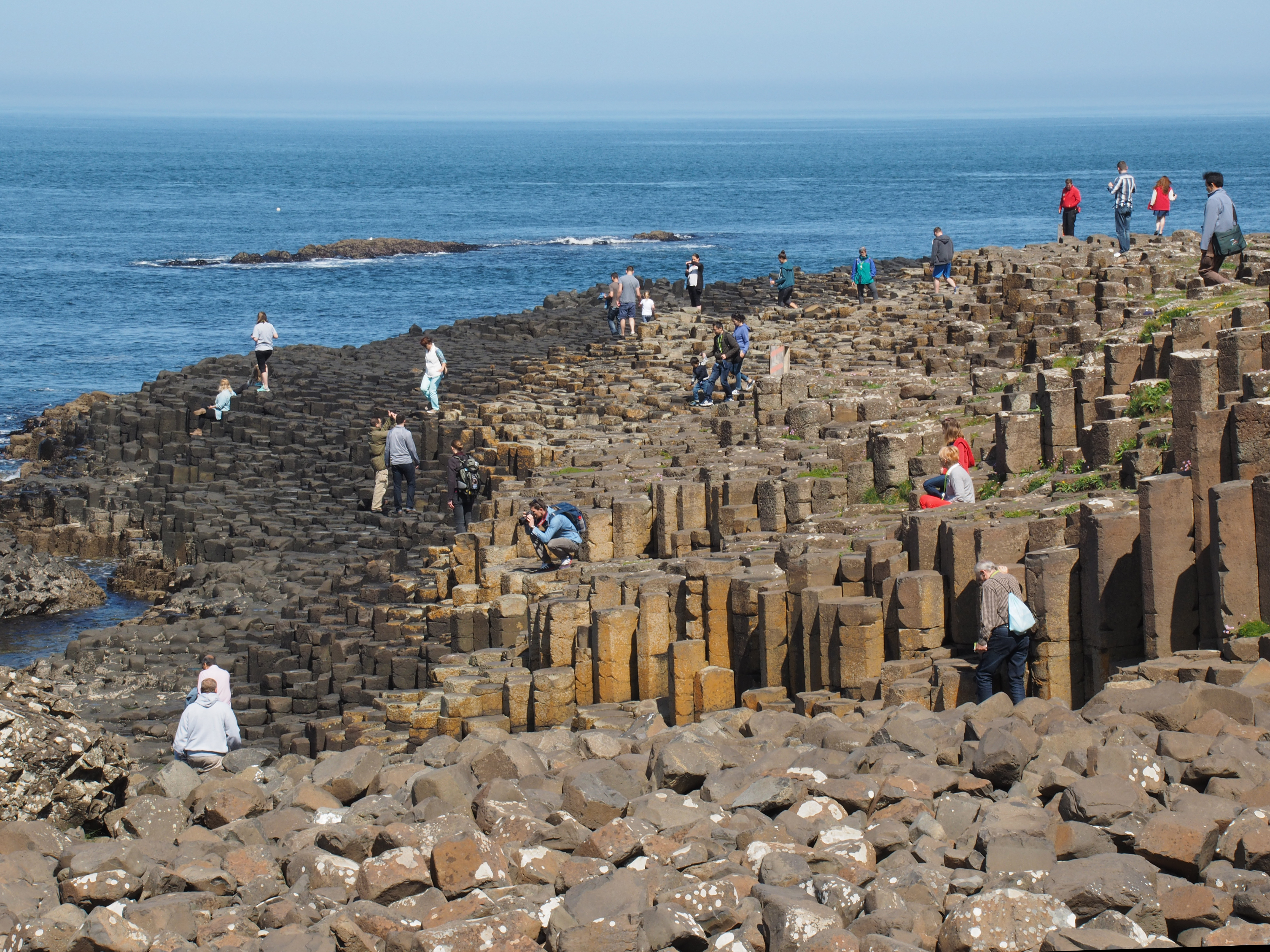
Giant's Causeway tại Vương quốc Anh
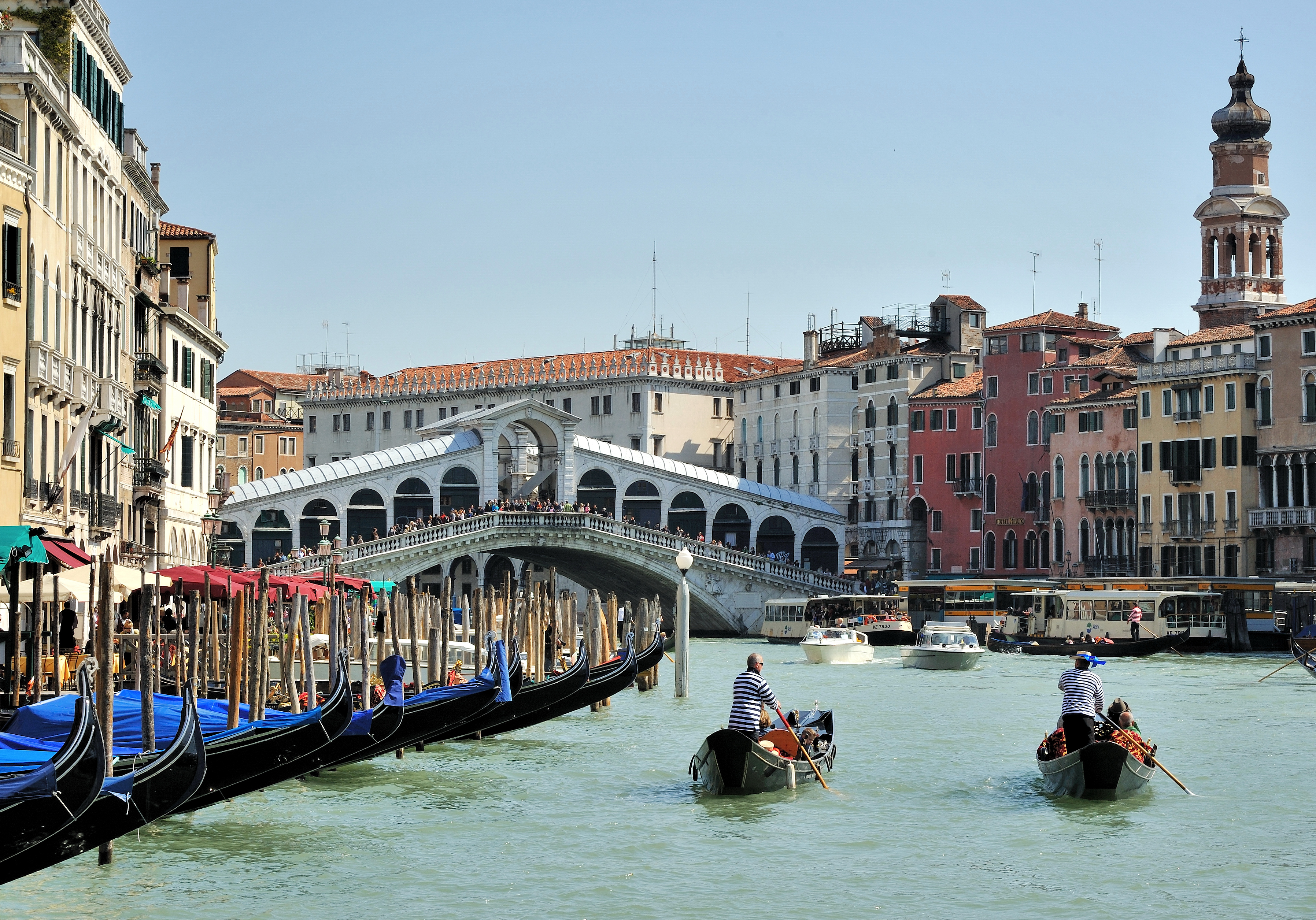
Venezia tại Ý